# 24. Juni
Der 24. Juni ist der 175. Tag des gregorianischen Kalenders (der 176. in Schaltjahren), somit verbleiben noch 190 Tage bis zum Jahresende.

## Ereignisse

### Politik und Weltgeschehen

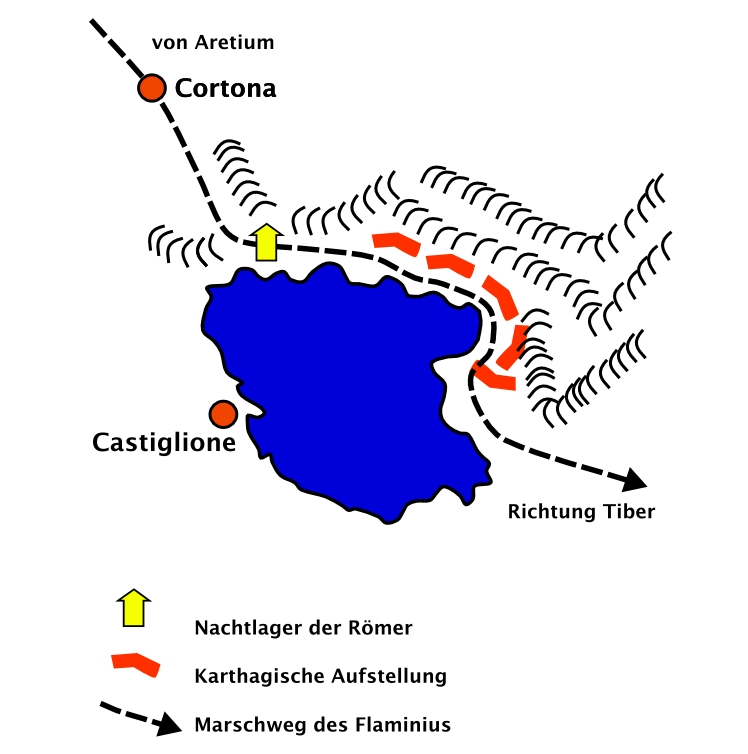
217 v. Chr.: Schlacht am Trasimenischen See

- 0217 v. Chr.: Im Zweiten Punischen Krieg besiegt der nach Italien gezogene karthagische Feldherr Hannibal mit seinem Heer in der Schlacht am Trasimenischen See zwei Heere der Römer.
- 0079: Titus wird römischer Kaiser, nachdem sein Vater Vespasian tags zuvor während eines Kuraufenthalts gestorben ist.
- 0356: In der Belagerung von Autun besiegt Julian das alamannische Heer.
- 0972: In der Schlacht bei Zehden (Cedynia) schlägt der polnische Herzog Mieszko I. den ostmärkischen Markgrafen Hodo.
- 1295: Der unter der Beteiligung des Papstes, der römischen Kurie, König Jakobs II. von Aragón, König Philipps IV. von Frankreich und Karls II. von Anjou-Neapel ausgehandelte Friede von Anagni wird unterzeichnet. Der Vertrag regelt die Machtverhältnisse in Süditalien und im westlichen Mittelmeerraum neu.
- 1314: In der Schlacht von Bannockburn schlagen die Schotten unter Robert the Bruce ein fast drei Mal so großes englisches Heer unter Eduard II. vernichtend und erhalten Schottland damit auf lange Zeit die Unabhängigkeit von England.
- 1340: In der Seeschlacht von Sluis, dem ersten großen Kampf im Hundertjährigen Krieg, siegen die Engländer unter König Eduard III. über die französische Flotte. Sie durchkreuzen damit das Vorhaben Philipps VI. einer Invasion in England.
- 1380: Truppen der Republik Venedig unter Vettor Pisani gelingt im Chioggia-Krieg die Rückeroberung Chioggias von den Genuesen.
- 1497: Giovanni Caboto erreicht den nordamerikanischen Kontinent, wähnt sich aber in China. Wo er konkret an Land ging, ob in Labrador, Neuengland oder Neufundland, ist unsicher.

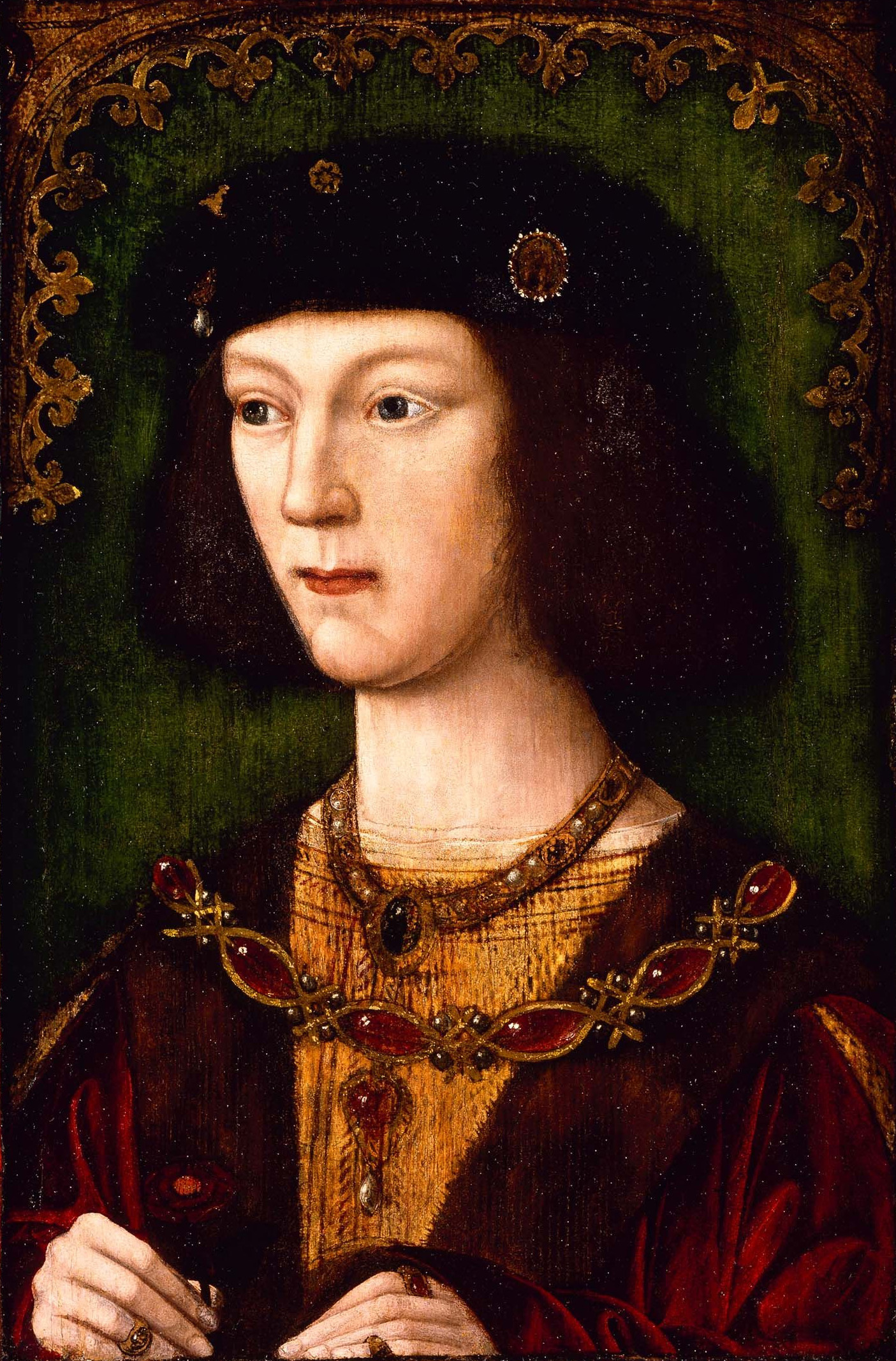
1509: Heinrich VIII.

- 1509: Heinrich VIII. wird zum König von England gekrönt.
- 1535: Truppen des Bischofs Franz von Waldeck nehmen nach fast eineinhalbjähriger Belagerung die Stadt Münster ein, in der die Täufer um Bernd Rothmann, Jan van Leiden, Heinrich Krechting, Bernd Krechting und Bernd Knipperdolling das Täuferreich von Münster errichtet haben, und beginnen mit einem Blutbad in der Stadt.

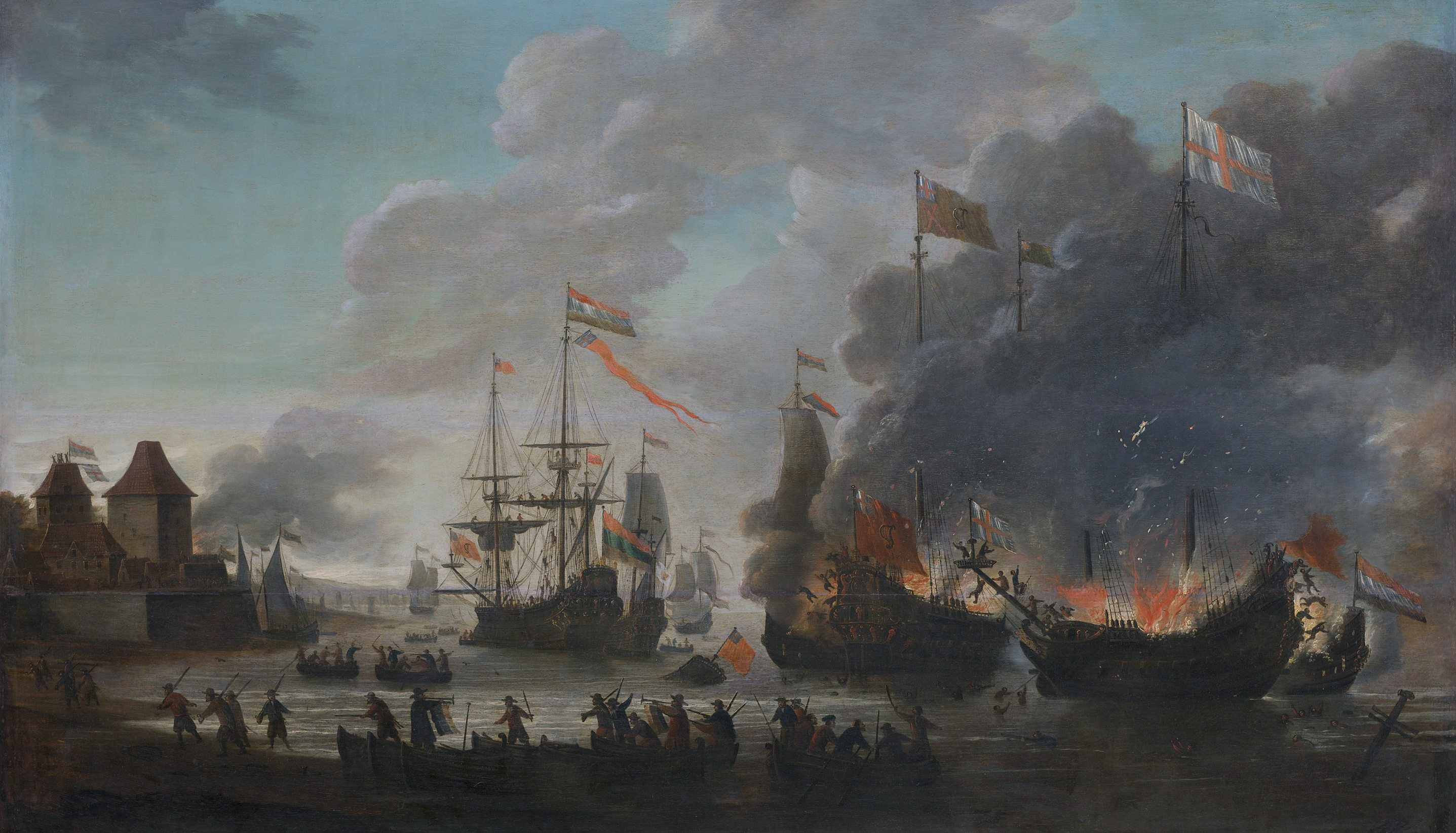
1667: Überfall im Medway

- 1667: Während des Englisch-Niederländischen Krieges beendet die niederländische Flotte den seit dem 19. Juni laufenden Überfall im Medway, bei der sie unter dem Kommando von Admiral Michiel de Ruyter von der Themse-Mündung in den Fluss Medway eingedrungen ist und zahlreiche Schiffe der Royal Navy erobert oder versenkt hat.
- 1762: Im Siebenjährigen Krieg treffen alliierte und französische Truppen nahe dem Schloss Wilhelmsthal aufeinander. Nach ihrer Niederlage in der Schlacht bei Wilhelmsthal müssen sich die Franzosen aus Norddeutschland zurückziehen.
- 1763: Um die Belagerung von Fort Pitt durch Lenni Lenape während des Pontiac-Aufstands zu beenden, lässt Garnisonskommandeur Simeon Ecuyer den Ureinwohnern mit Pockenerregern verseuchte Decken zukommen. Ein erhoffter Ausbruch der Krankheit unter den Belagerern – der wohl erste Versuch biologischer Kriegsführung in Amerika – bleibt jedoch aus.
- 1779: Nach dem Eintritt Spaniens in den Amerikanischen Unabhängigkeitskrieg beginnt die lange Belagerung von Gibraltar, die sich (erfolglos) bis zum Friedensschluss 1783 hinzieht.
- 1782: In Glarus wird die Dienstmagd Anna Göldi als eine der letzten Frauen in Europa wegen Hexerei durch das Schwert hingerichtet. Im Zusammenhang mit ihrem Prozess wird von August Ludwig von Schlözer zum ersten Mal der Begriff Justizmord gebraucht.
- 1789: Joseph II. gründet im ungarischen Ort Bábolna ein Militärgestüt, das später zum Nationalgestüt und Geburtsort der Rasse des Shagya-Arabers avanciert.
- 1793: Der Nationalkonvent nimmt eine neue Französische Verfassung an, die jedoch nie in Kraft tritt.
- 1812: Mit der Überschreitung der Memel durch die rund 475.000 Soldaten umfassende Grande Armée beginnt Napoleons Feldzug gegen Russland.
- 1813: Während des Britisch-Amerikanischen Kriegs in Kanada zwingen britische Truppen in der Schlacht bei Beaver Dams eine zahlenmäßig überlegene amerikanische Abteilung zur Kapitulation.
- 1821: In der Schlacht von Carabobo besiegen venezolanische Truppen unter Führung von Simón Bolívar die spanische Kolonialmacht, erkämpfen damit die Unabhängigkeit Venezuelas und stärken die Unabhängigkeitsbewegungen in ganz Südamerika.

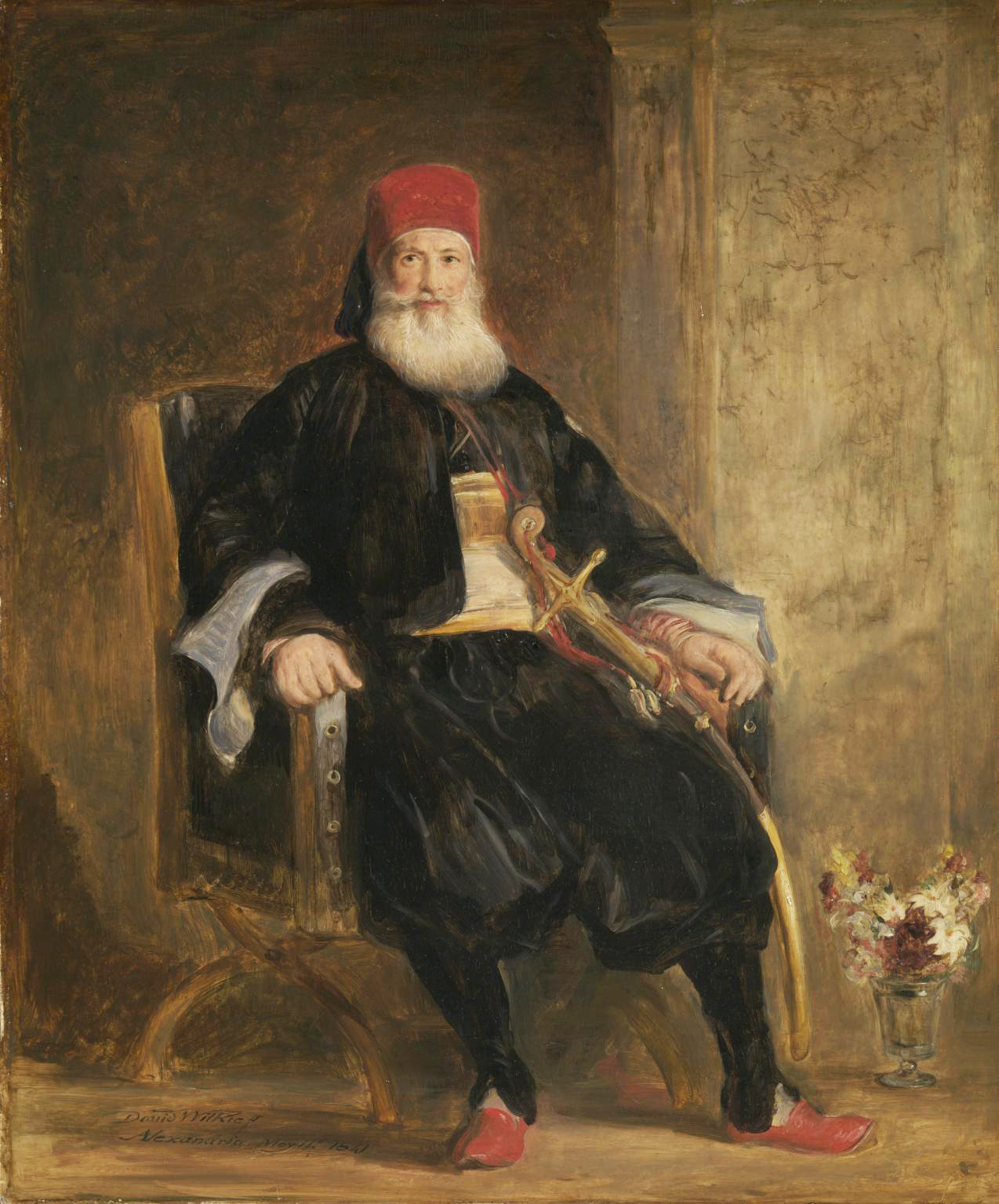
1839: Mohammed Ali Pascha

- 1839: Ägyptische Truppen unter Vizekönig Muhammad Ali Pascha besiegen die osmanische Armee von Sultan Mahmud II. in der Schlacht bei Nizip.
- 1848: Anlässlich der Schließung der Nationalwerkstätten, die den Arbeitslosen Beschäftigungsmöglichkeiten erschlossen hatten, kommt es in Frankreich zu einem Aufstand der Arbeiter, der aber blutig niedergeschlagen wird.

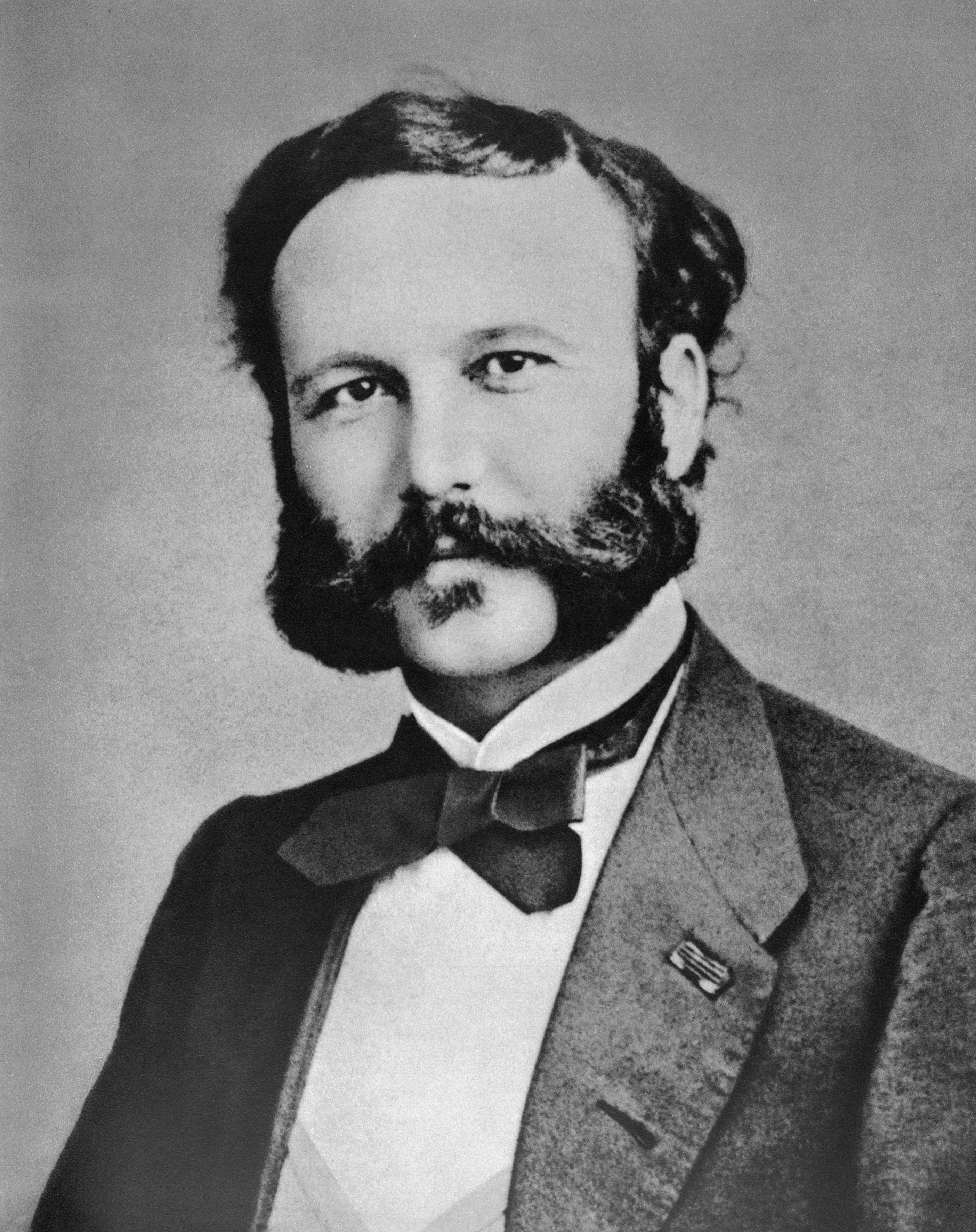
1859: Henry Dunant

- 1859: In der Schlacht von Solferino besiegt Napoleon III. Österreich. Unter dem Eindruck der Zustände nach der Schlacht gründet Henry Dunant das Internationale Komitee der Hilfsgesellschaften für die Verwundetenpflege, das spätere Rote Kreuz. Am selben Tag findet auch die Schlacht von San Martino statt.
- 1864: Österreich und Preußen treffen während des Deutsch-Dänischen Krieges die Karlsbader Abmachung.
- 1866: In der Schlacht bei Custozza scheitert im Dritten Italienischen Unabhängigkeitskrieg der Versuch, Venetien und das Trentino vom Kaisertum Österreich zu erobern.
- 1894: Nach einer Rede des französischen Staatspräsidenten Marie François Sadi Carnot in Lyon sticht der Anarchist Sante Geronimo Caserio mit einem Messer auf den Politiker ein. Die erlittenen Verletzungen führen Stunden später zum Tod Carnots.
- 1916: Das Deutsche Reich führt per Gesetz den Personalausweis ein. Die Bekanntgabe erfolgt im  Reichs-Gesetzblatt, 1916, Nr. 143, Gesetz Nr. 5291, Seite 601–609.
- 1916: Mit britischem Geschützfeuer beginnt die Schlacht an der Somme, die sich zur verlustreichsten Schlacht im Ersten Weltkrieg entwickelt.
- 1921: Der Völkerbund entscheidet in der Åland-Frage, dass die Inseln weiter zum Staatsgebiet Finnlands zählen, verlangt jedoch verschiedene Garantien zu Gunsten der schwedischsprachigen Bevölkerung.

1922: Vorwärts-Ausgabe zur Ermordung Walther Rathenaus

- 1922: Der deutsche Reichsaußenminister Walther Rathenau wird von Mitgliedern der rechtsextremen Geheimgesellschaft Organisation Consul ermordet. Er hat sich wegen seiner jüdischen Wurzeln und wegen des Abschlusses des Vertrags von Rapallo mit Sowjetrussland die Feindschaft der politischen Rechten zugezogen.
- 1932: Ein gewaltloser Militärputsch in Siam führt zur Ablösung der absolutistischen durch eine konstitutionelle Monarchie.
- 1939: Der Landesname von Siam wird auf Veranlassung des Diktators General Plaek Phibunsongkhram in Thailand (Prathet Thai = „Land der Freien“) geändert.
- 1945: Die Moskauer Siegesparade von 1945 auf dem Roten Platz wird mit 40.000 teilnehmenden Soldaten, 1850 Militärfahrzeugen und einer Dauer von zwei Stunden zur größten Militärparade in der Geschichte der Sowjetunion.
- 1948: Mit der Unterbrechung der Stromversorgung West-Berlins, des gesamten Straßen- und Schienenverkehrs sowie der Binnenschifffahrt zwischen Berlin und den Westzonen durch die Sowjetunion beginnt die Berlin-Blockade.
- 1967: Eine bolivianische Militäreinheit verübt ein Massaker an Bergleuten und Zivilisten auf dem Gelände des Zinnbergwerks Siglo XX und besetzt das Zinnbergwerk Catavi. Etwa 20 Tote und 70 Verletzte sind die Folge der gegen gewerkschaftliche Betätigung gerichteten Militäraktion.
- 1997: In Israel übersteht Ministerpräsident Benjamin Netanjahu ein Misstrauensvotum.
- 2005: In einer Stichwahl wird Teherans Bürgermeister Mahmud Ahmadineschad zum sechsten Präsident der Islamischen Republik Iran gewählt.
- 2007: In Großbritannien löst Gordon Brown Tony Blair als Premierminister und im Vorsitz der Labour Party ab.

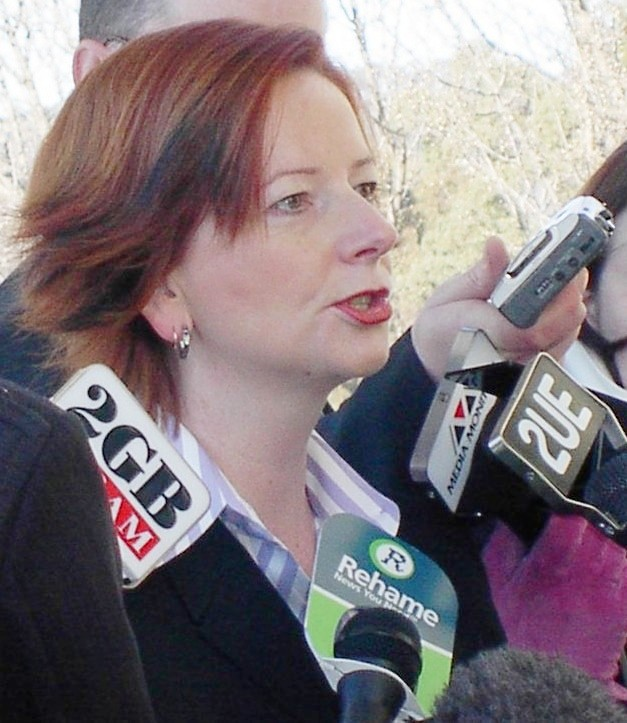
2010: Julia Gillard

- 2010: Nach der überraschenden Entmachtung Kevin Rudds als Vorsitzender der Australian Labor Party wird Julia Gillard zur ersten Premierministerin Australiens gewählt.
- 2022: Der Oberste Gerichtshof der Vereinigten Staaten entscheidet im Fall Dobbs v. Jackson Women’s Health Organization, dass die Verfassung der Vereinigten Staaten kein Recht auf Schwangerschaftsabbruch gewährt.
- 2023: Während des russischen Angriffskrieges gegen die Ukraine kommt es zu einem militärischen Aufstand durch die Gruppe Wagner auf russischem Staatsgebiet, bei dem Militäreinrichtungen der Streitkräfte Russlands in Rostow am Don besetzt werden.

### Wirtschaft
- 1705: Die Hildesheimer Allgemeine Zeitung erscheint mit ihrer Erstausgabe. Mit der heutigen Tageszeitung gleichen Namens hat sie nichts gemein.

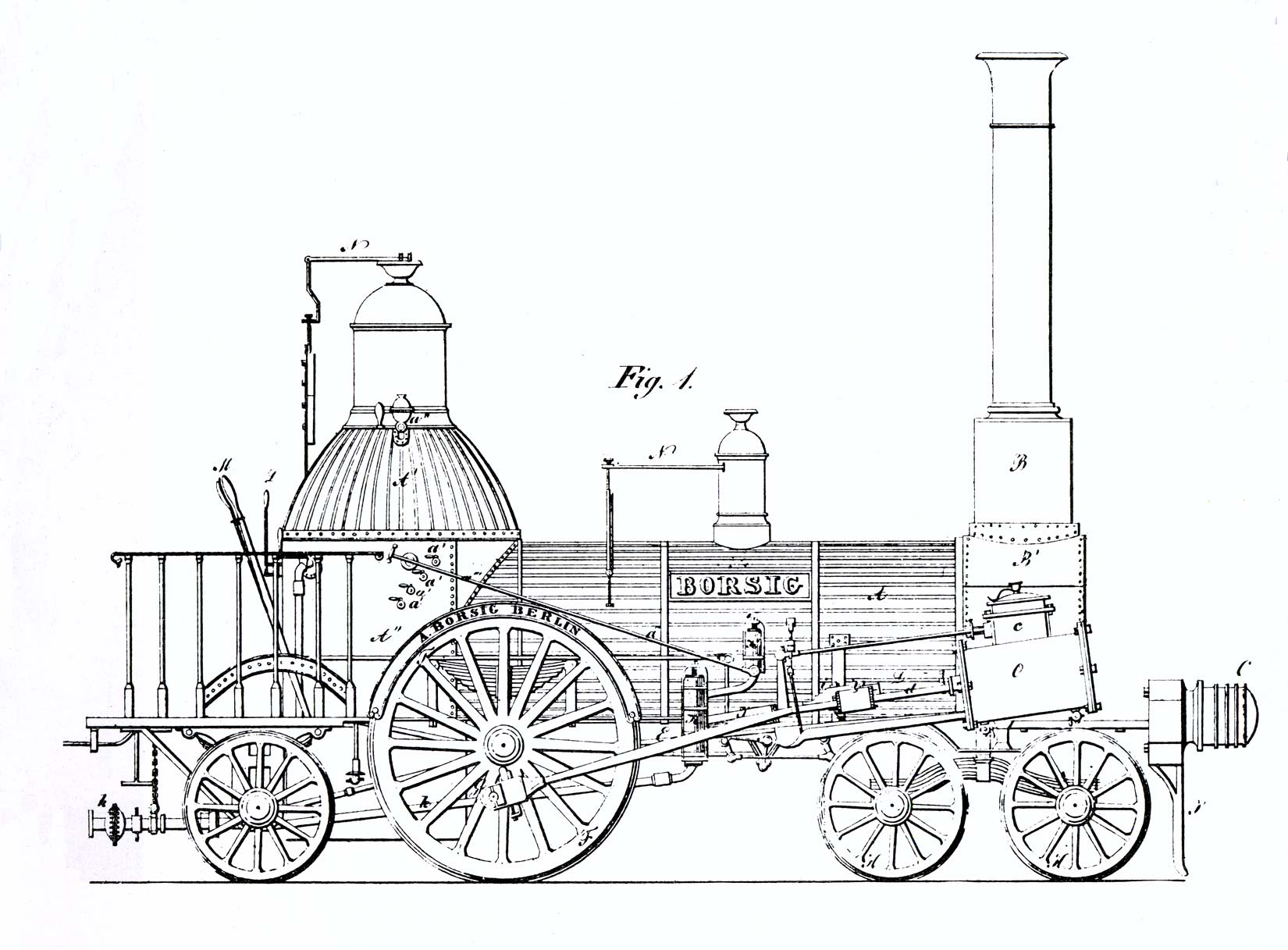
1841: Technische Zeichnung der ersten Borsig-Dampflokomotive

- 1841: Die Berliner Schwermaschinenfabrik August Borsig liefert ihre erste Lokomotive aus.
- 1910: Durch eine Änderung der Firma entsteht in Mailand der Automobilproduzent Alfa Romeo.
- 1948: Die Deutsche Mark wird mit Aufdruck „B“ in den drei Westsektoren Berlins eingeführt.
- 1952: Die erste Ausgabe der BILD-Zeitung erscheint mit einer Gesamtauflage von 250.000 Exemplaren.

### Wissenschaft und Technik

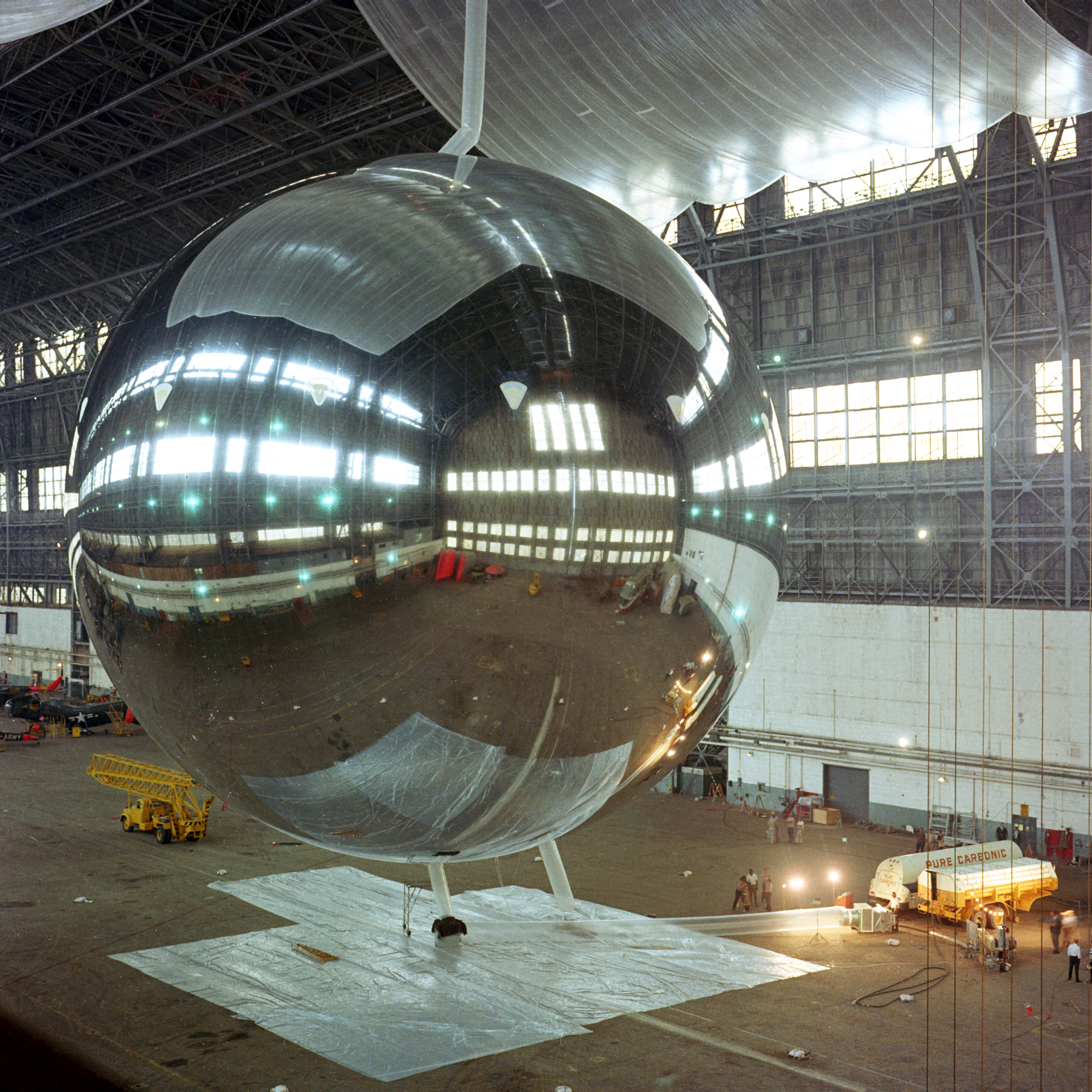
1966: Geodätischer Satellit PAGEOS

- 1881: William Huggins fertigt als erster Mensch ein fotografisches Emissions- und Absorptionsspektrum der Koma und des Schweifes eines Kometen (C/1881 K1) auf Fotoplatten an.[1][2]
- 1930: Leo C. Young und Lawrence A. Hyland des United States Naval Research Laboratory entdecken beim Testen einer neuen Funkantenne für die Flugnavigation eine messbare Interferenz von gesendeten und an einem vorbeifliegenden Flugzeug reflektierten Radiowellen, was die Grundlage für die Radarerfassung von Flugzeugen und deren Geschwindigkeitssbestimmung über den Doppler-Effekt legt.[3]
- 1966: Der Ballonsatellit PAGEOS wird mit einer Thor/Agena D-Rakete in einen Orbit (Perigäumshöhe ca. 4200 km) um die Erde gebracht, um als Teil des Weltnetz der Satellitentriangulation u. a. die Genauigkeit der Erdmessung zu erhöhen.
- 1975: Der Einschlag von Tauriden auf dem Mond verursacht einen seismischen Tremor, der durch ein Netzwerk aus Seismometern der Apollo-Missionen detektiert wird.[4]
- 1982: An Bord des sowjetischen Raumschiffs Sojus T-6 startet mit Jean-Loup Chrétien der erste Franzose in den Weltraum.
- 1987: Das erste vollständig in Verbundwerkstoffbauweise konstruierte Turboprop-Höhenforschungsflugzeug Grob G 520 hat seinen Erstflug.
- 1999: Das Weltraumteleskop FUSE wird mit einer Delta-II-7320-Rakete gestartet, um mittels spektroskopischer Messungen im extremen UV-Spektrum u. a. die Verhältnisse von Wasserstoff und Deuterium im Frühstadium der Entwicklung des Kosmos aufzuklären.

### Kultur
- 1038: In Bad Hersfeld wird die älteste datierte Glocke Deutschlands, die Lullusglocke, gegossen.

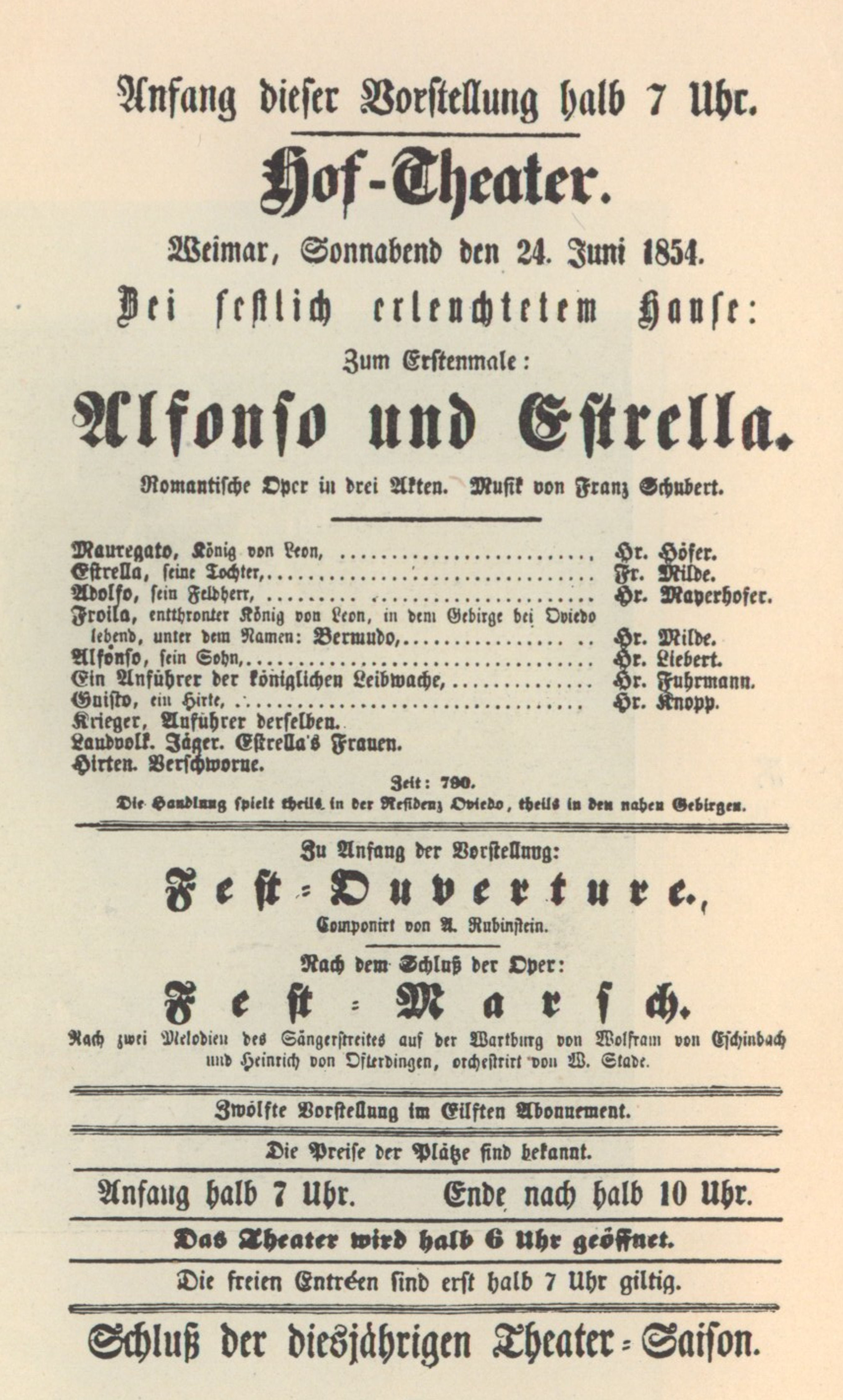
1854: Theaterzettel Hoftheater Weimar

- 1854: 26 Jahre nach dem Tod des Komponisten erfolgt die Uraufführung der Oper Alfonso und Estrella von Franz Schubert unter der Leitung von Franz Liszt am Hoftheater Weimar. Das Libretto stammt von Franz von Schober.
- 1901: In der Pariser Galérie Vollard wird die erste Ausstellung des 18 Jahre alten spanischen Malers Pablo Picasso eröffnet.
- 1910: In München wird im Haus der königlich bayerischen Hofschauspielerin Clara Ziegler das Deutsche Theatermuseum eröffnet.
- 1937: Uraufführung der Oper Don Juan de Mañara von Eugène Aynsley Goossens am Royal Opera House Covent Garden in London.
- 1966: Die Beatles beginnen ihre Deutschlandtournee.
- 1995: In Berlin wird nach mehr als zwanzigjähriger Vorbereitung die Kunstinstallation Verhüllter Reichstag des Künstlerpaares Christo und Jeanne-Claude präsentiert.

### Gesellschaft
- 1282: In Portugal heiratet König Dionysius die zwölfjährige Elisabeth von Portugal, die Tochter König Peters III. von Aragonien.
- 1717: Die Erste Großloge von England wird durch den Zusammenschluss von vier Freimaurerlogen gegründet.

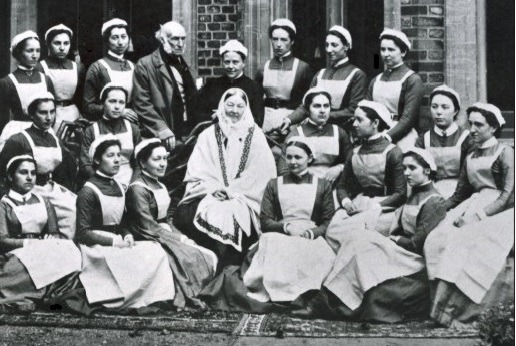
1860: Florence Nightingale mit Schülerinnen der Krankenpflege

- 1860: Als erste westliche Krankenpflegeschule ohne kirchliche Anbindung wird die Nightingale School of Nursing in London eröffnet.
- 1929: Nach 46.063 gefahrenen Kilometern erreichen nach der ersten Weltumrundung mit einem serienmäßigen Personenwagen die Rennfahrerin Clärenore Stinnes und der Kameramann Carl-Axel Söderström wieder Berlin.
- 1947: Der US-amerikanische Pilot Kenneth Arnold sichtet nach eigenen Angaben neun seltsam rasende Flugobjekte, für die erstmals der Begriff Fliegende Untertasse benutzt wird.
- 1984: Die erste amtliche Postboje der Deutschen Bundespost wird in der Kieler Förde ausgelegt.
- 1995: Das Mahnmal für die schwulen und lesbischen Opfer des Nationalsozialismus in Köln wird enthüllt.
- 2022: In einer knappen Entscheidung hebt der Oberste Gerichtshof der Vereinigten Staaten das Grundsatzurteil Roe v. Wade aus dem Jahr 1973 zur bundeseinheitlichen Regelung des Rechts auf Schwangerschaftsabbruch auf.

### Religion
- 1888: Papst Leo XIII. rät über die Bischöfe in der Enzyklika Saepe nos den Iren zu Gehorsam, Gerechtigkeit und legalem Vorgehen in Irlands Umwälzungszeiten.

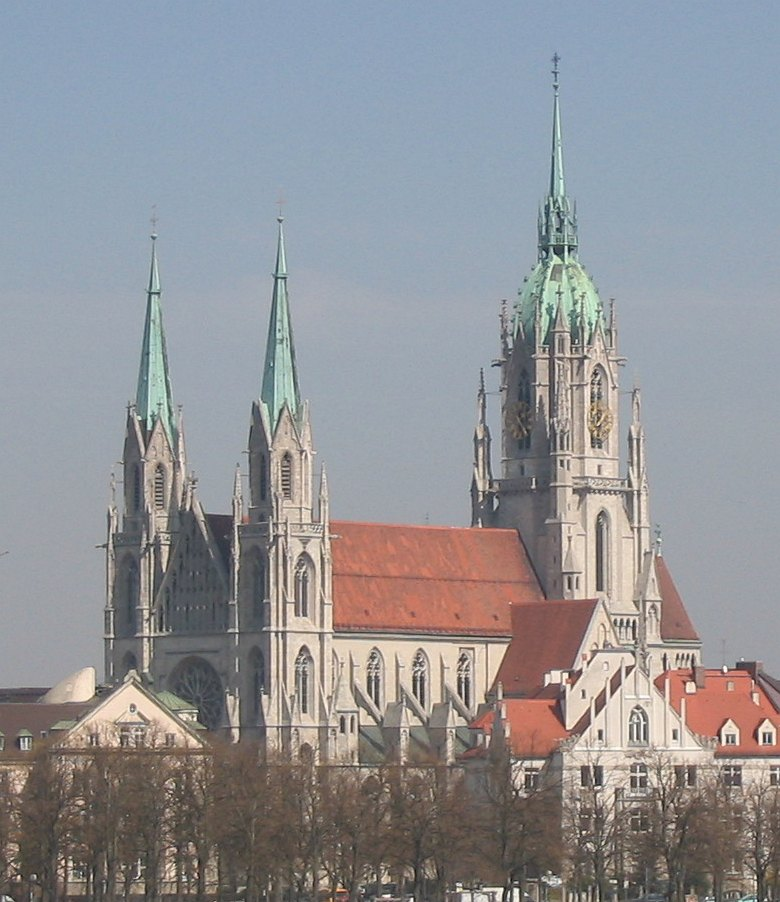
1906: St. Paul

- 1906: Die im neugotischen Stil erbaute Münchner Kirche St. Paul wird eingeweiht.
- 1933: Das nationalsozialistische Deutsche Reich unter Adolf Hitler verbietet die Zeugen Jehovas. Während der gesamten Zeit des Nationalsozialismus dauert die Verfolgung der Zeugen Jehovas vor allem wegen ihres Pazifismus und der Verweigerung des Hitlergrußes an.
- 1967: In der Enzyklika Sacerdotalis caelibatus geht Papst Paul VI. auf den Zölibat der Priester ein, den er als kirchliche Vorschrift beibehält.

### Katastrophen
- 2002: In der Volksrepublik China fordert eine Hochwasserkatastrophe in der Provinz Shanxi über 500 Tote.

Kleinere Unglücksfälle sind in den Unterartikeln von Katastrophe und in der Liste von Katastrophen aufgeführt.

### Sport
- 1958: In der Schlacht von Göteborg im Halbfinale der Fußballweltmeisterschaft in Schweden besiegt die Gastgebermannschaft im Nya Ullevi-Stadion Deutschland mit 3:1. Das mit übermäßiger Härte ausgetragene Spiel belastet die sportlichen Beziehungen der beiden Länder noch lange.
- 1990: Durch ihren Finalsieg mit 6:4 und 6:1 gegen Zina Garrison gewinnt Martina Navratilova ihren neunten Wimbledon-Titel. Sie wird damit alleinige Rekordhalterin des bedeutendsten Tennisturniers der Welt.
- 1995: Südafrika gewinnt das Finale der Rugby-Union-Weltmeisterschaft in Johannesburg 15:12 gegen Neuseeland.
- 2004: Nach dem Ausscheiden der deutschen Mannschaft in der Vorrunde der Fußball-Europameisterschaft 2004 in Portugal treten Rudi Völler als Teamchef und Michael Skibbe als Assistenz-Trainer der deutschen Fußballnationalmannschaft von ihren Ämtern zurück.
- 2010: Mit einer Länge von insgesamt 11 Stunden und 5 Minuten endete das längste Tennismatch der Geschichte mit einem Fünfsatz-Sieg (70:68 im letzten Satz) des US-Amerikaners John Isner über den Franzosen Nicolas Mahut.

Einträge von Leichtathletik-Weltrekorden befinden sich unter der jeweiligen Disziplin unter Leichtathletik.
Einträge zu Fußballweltmeisterschaftsspielen finden sich in den Unterseiten von Fußball-Weltmeisterschaft. Das Gleiche gilt für Fußball-Europameisterschaften.

## Geboren

### Vor dem 16. Jahrhundert
- 1088: Ibn al-ʿArīf, andalusischer Sufi
- 1210: Florens IV., Graf von Holland und Zeeland
- 1244: Heinrich I., erster Landgraf von Hessen
- 1287: John Giffard, 2. Baron Giffard, englischer Adeliger und Rebell
- 1292: Otto von Braunschweig-Göttingen, Herzog zu Braunschweig-Lüneburg, Fürst von Göttingen, Fürst von Braunschweig-Wolfenbüttel

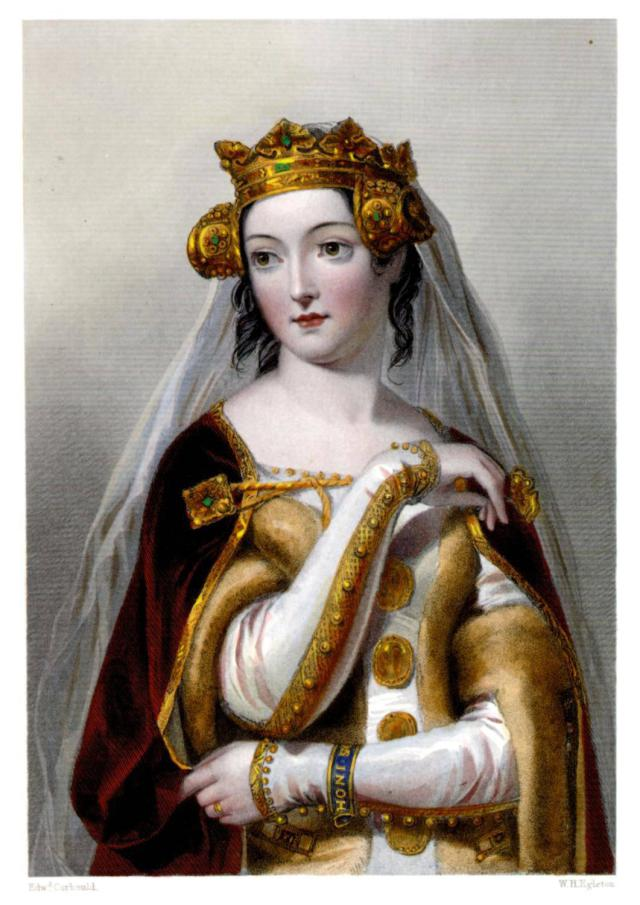
Philippa von Hennegau (* 1311)

- 1311: Philippa von Hennegau, Königin von England
- 1322: Johanna, Herzogin von Brabant, Herzogin von Limburg und Markgräfin von Antwerpen

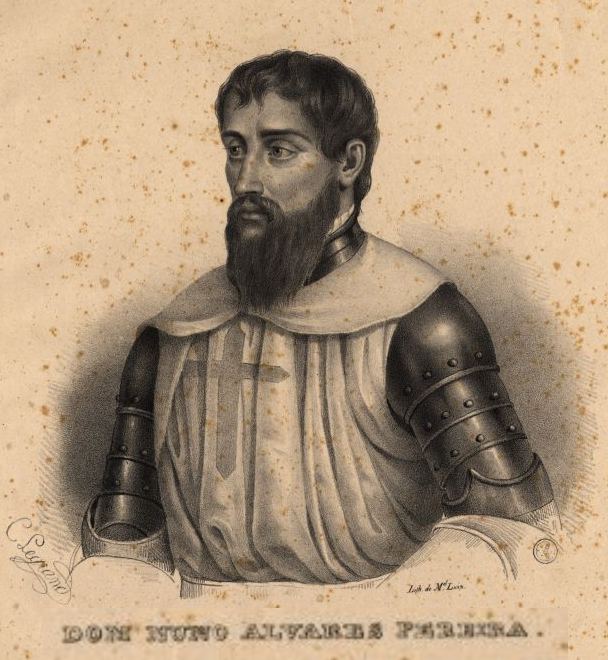
Nuno Álvares Pereira (* 1360)

- 1360: Nuno Álvares Pereira, portugiesischer Mönch und Heerführer
- 1386: Johannes Capistranus, italienischer Wanderprediger
- 1443: Hans von Werthern, deutscher Adliger, Reichsritter
- 1463: Heinrich I., Herzog zu Braunschweig und Lüneburg und Fürst von Braunschweig-Wolfenbüttel
- 1480: Johannes Werner von Zimmern der Jüngere, deutscher Adeliger, Herr von Meßkirch
- 1485: Johannes Bugenhagen, deutscher Reformator
- 1485: Elisabeth von Dänemark, Norwegen und Schweden, Kurfürstin von Brandenburg
- 1489: Lorenz Fries, Würzburger fürstbischöflicher Rat, Historiker und Chronist
- 1499: Johannes Brenz, deutscher Theologe und Reformator

### 16. Jahrhundert
- 1504: Johannes Mathesius, deutscher Pfarrer und lutherischer Reformator
- 1512: Balthasar Brusch, Egerer Buchbinder, Buchhändler und Chronist
- 1514: Johann Baumgart, deutscher Theologe, Kirchenlieddichter und Schuldramatiker

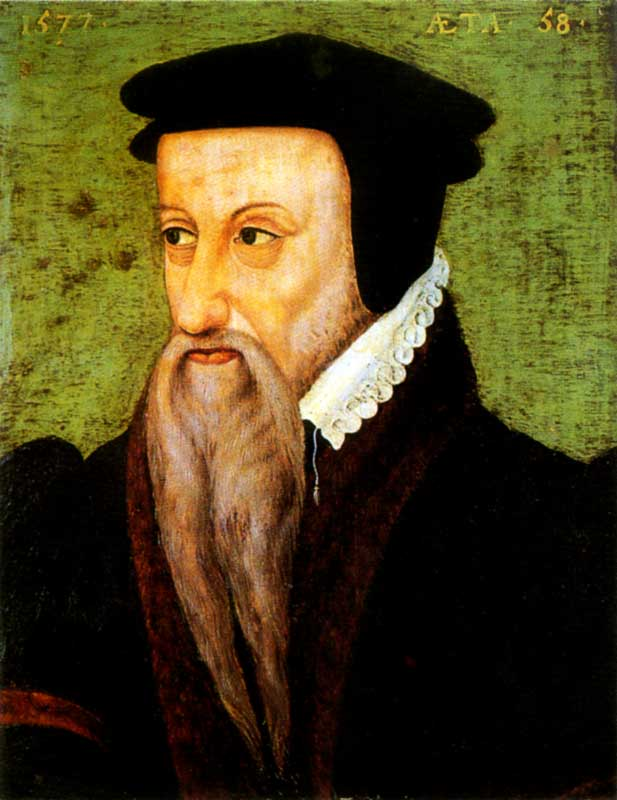
Théodore de Bèze (* 1519)

- 1519: Théodore de Bèze, Genfer Reformator
- 1532: Edzard II., Graf von Ostfriesland
- 1532: Robert Dudley, 1. Earl of Leicester, englischer Adeliger
- 1532: Wilhelm IV., Landgraf von Hessen-Kassel

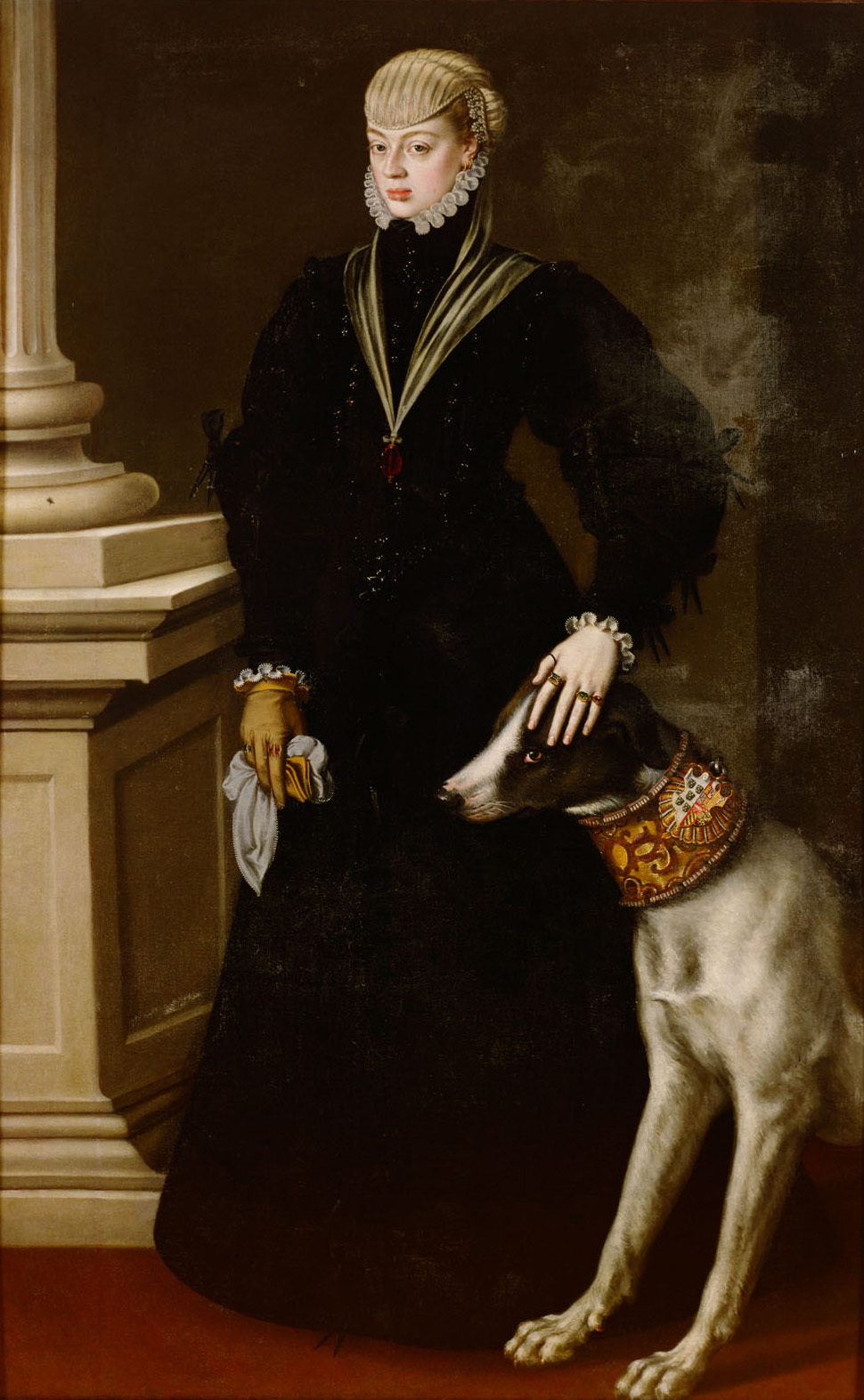
Johanna von Spanien (* 1535)

- 1535: Johanna von Spanien, Kronprinzessin von Portugal
- 1535: Johannes Clajus, deutscher Pädagoge, Theologe und Grammatiker
- 1542: Johannes vom Kreuz, spanischer Karmelit und Mystiker
- 1546: Robert Parsons, englischer Jesuit und Politiker
- 1553: Philipp Wilhelm von Cornberg, deutscher Adliger
- 1561: Rombout Hogerbeets, niederländischer Staatsmann
- 1574: Markus Sittikus von Hohenems, Fürsterzbischof von Salzburg
- 1587: Hans van Steenwinckel der Jüngere, flämischer Baumeister und Bildhauer
- 1593: Abraham von Franckenberg, schlesischer Mystiker
- 1596: Johannes Arnoldi, deutscher Jesuitenpater und Märtyrer
- 1600: Juan de Palafox y Mendoza, Bischof der katholischen Kirche und Vizekönig von Neuspanien

### 17. Jahrhundert
- 1607: Jean-Jacques Renouard de Villayer, französischer Jurist und Postpionier
- 1611: Johan Axelsson Oxenstierna, schwedischer Staatsmann
- 1616: Philipp, Fürst von Hohenzollern-Hechingen

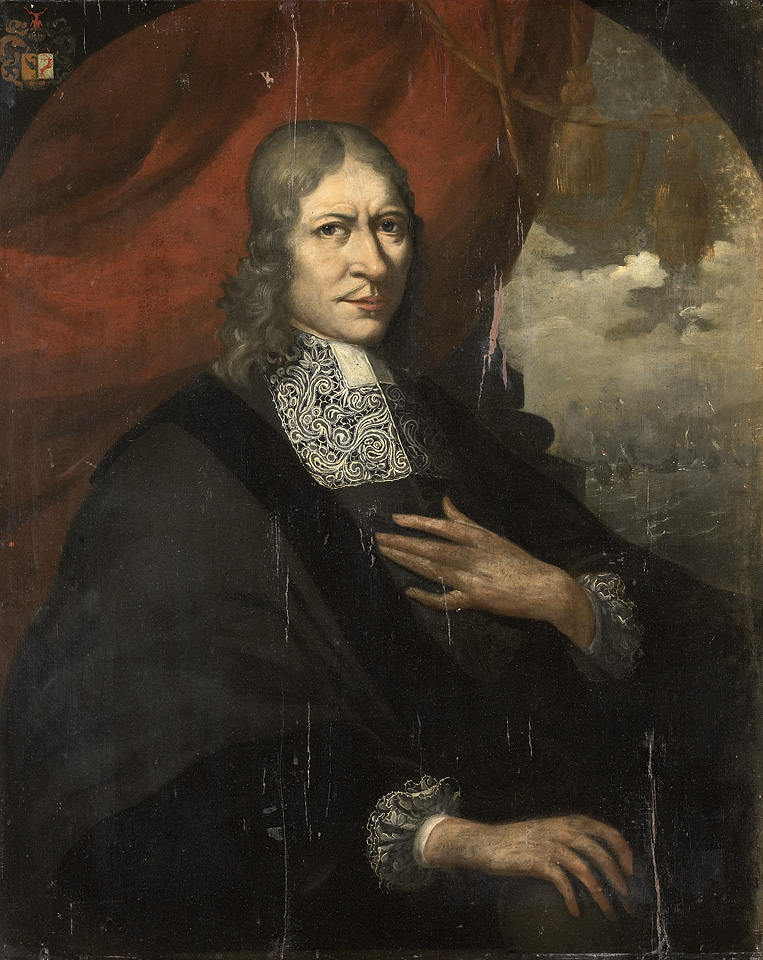
Rijklof van Goens (* 1619)

- 1619: Rijklof van Goens, Gouverneur von Ceylon und Generalgouverneur von Niederländisch-Indien
- 1624: Hiob Ludolf, deutscher Orientalist, Begründer der Äthiopistik
- 1624: Bernhard Rosa, Abt des Zisterzienserklosters Grüssau und bedeutender Reformer seines Ordens
- 1636: Giovanni Battista degli Antonii, italienischer Komponist
- 1637: Johann Arnold Friderici, deutscher Mediziner und Botaniker
- 1665: Johann Amsel, deutscher Rechtswissenschaftler
- 1667: Johann Jakob Dachs, Schweizer evangelischer Geistlicher
- 1683: Richard Everard, 4. Baronet, britischer Kolonialgouverneur von North Carolina
- 1687: Johann Albrecht Bengel, deutscher Theologe
- 1695: Martin van Meytens, niederländischer Maler
- 1697: Heinrich Joseph von Auersperg, Fürst von Auersperg und Herzog von Münsterberg

### 18. Jahrhundert
- 1703: Johann Baptist Regondi, italienischer Steinmetz und Bildhauer

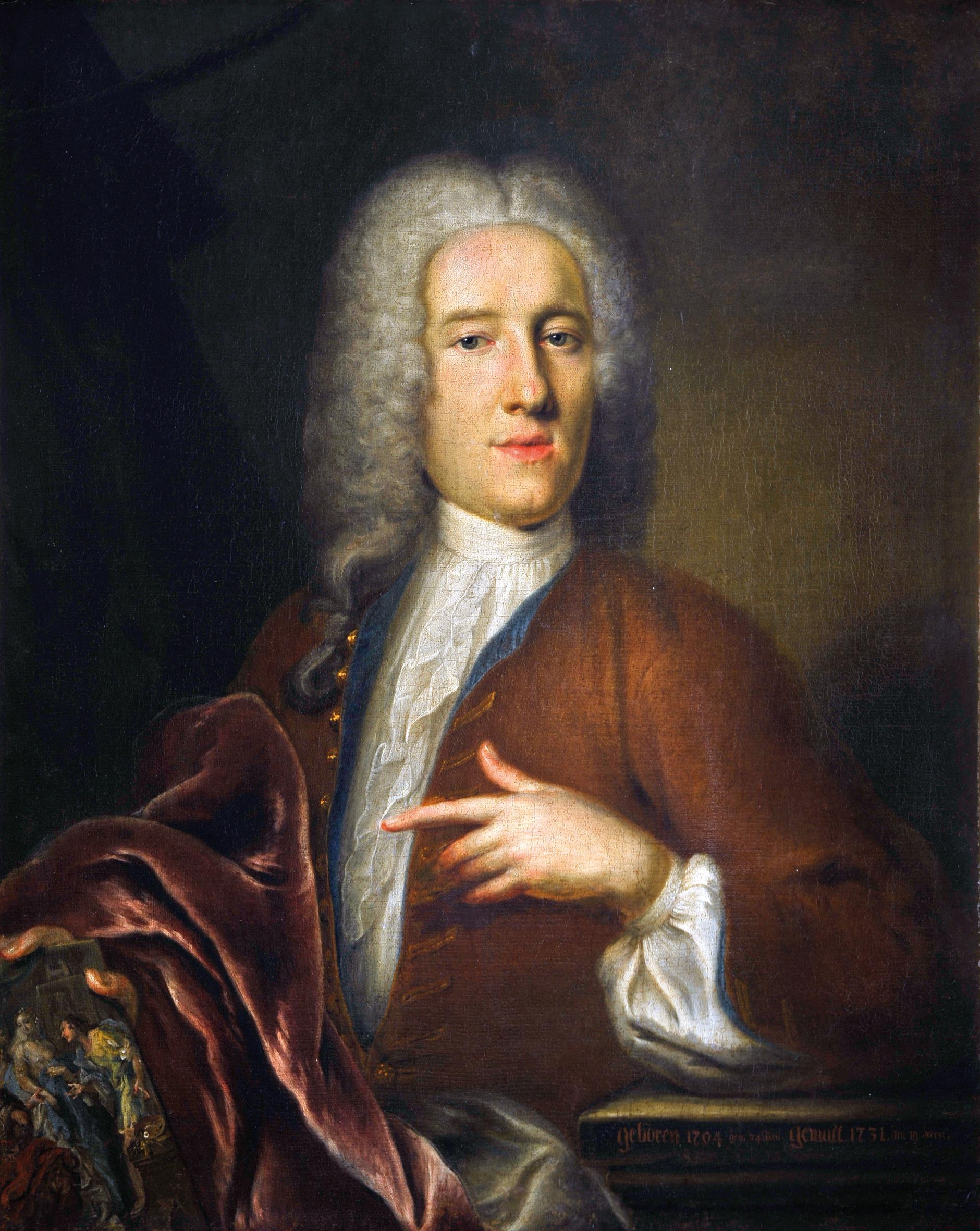
Johann Georg Platzer (* 1704)

- 1704: Johann Georg Platzer, Tiroler Barockmaler
- 1705: César de Saussure, Schweizer Reiseschriftsteller
- 1712: Johann Friedrich Vitzthum von Eckstädt, polnischer und kursächsischer Generalleutnant
- 1713: Johann Gottlieb Gonne, deutscher Jurist und Hochschullehrer
- 1717: Louis-Henri Fourgeoud, Schweizer Offizier in fremden Diensten
- 1717: Johann Ernst Schubert, deutscher Theologe
- 1721: Johann Friedrich Faselius, deutscher Mediziner
- 1723: George Christoph von Arnim, deutscher Offizier
- 1733: Johann Ernst Basilius Wiedeburg, deutscher Physiker, Astronom und Mathematiker
- 1735: Albrecht von Anhalt, preußischer Generalmajor

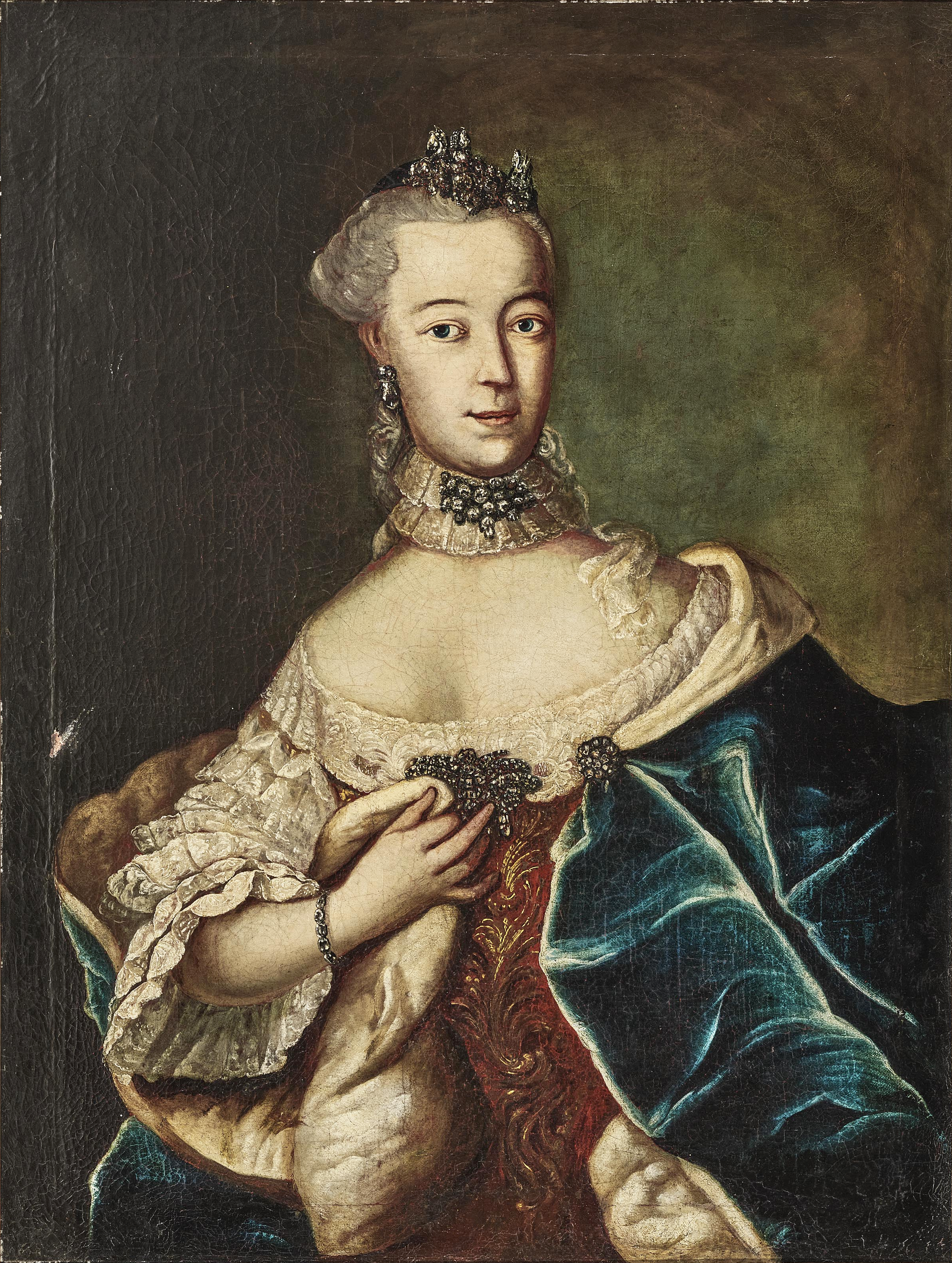
Friederike Caroline von Sachsen-Coburg-Saalfeld (* 1735)

- 1735: Friederike Caroline von Sachsen-Coburg-Saalfeld, Markgräfin von Brandenburg-Ansbach und Bayreuth
- 1736: Christian Günther III., Fürst von Schwarzburg-Sondershausen
- 1736: Johann Clemens Tode, deutsch-dänischer Mediziner, Hochschullehrer und Schriftsteller
- 1738: Johann Friedrich Wilhelm von Charpentier, deutscher Geologe
- 1740: Juan Ignacio Molina, chilenischer Priester und Naturforscher
- 1742: Johannes Jacobus van Rhijn, alt-katholischer Erzbischof von Utrecht
- 1753: William Hull, US-amerikanischer Politiker und Offizier
- 1755: Anacharsis Cloots, französischer Politiker und Revolutionär
- 1756: Bernhard Friedrich von Bassewitz, Mecklenburg-Schwerinscher Geheimerratspräsident
- 1759: Jean Jacques Antoine Caussin de Perceval, französischer Orientalist
- 1759: John Parker, US-amerikanischer Politiker
- 1762: Johann Paul Wessely, tschechischer Komponist
- 1769: August Ferdinand Bernhardi, deutscher Sprachforscher und Schriftsteller
- 1770: Eli P. Ashmun, US-amerikanischer Politiker
- 1770: Albrecht Ludwig Berblinger, deutscher Flugpionier („Schneider von Ulm“)

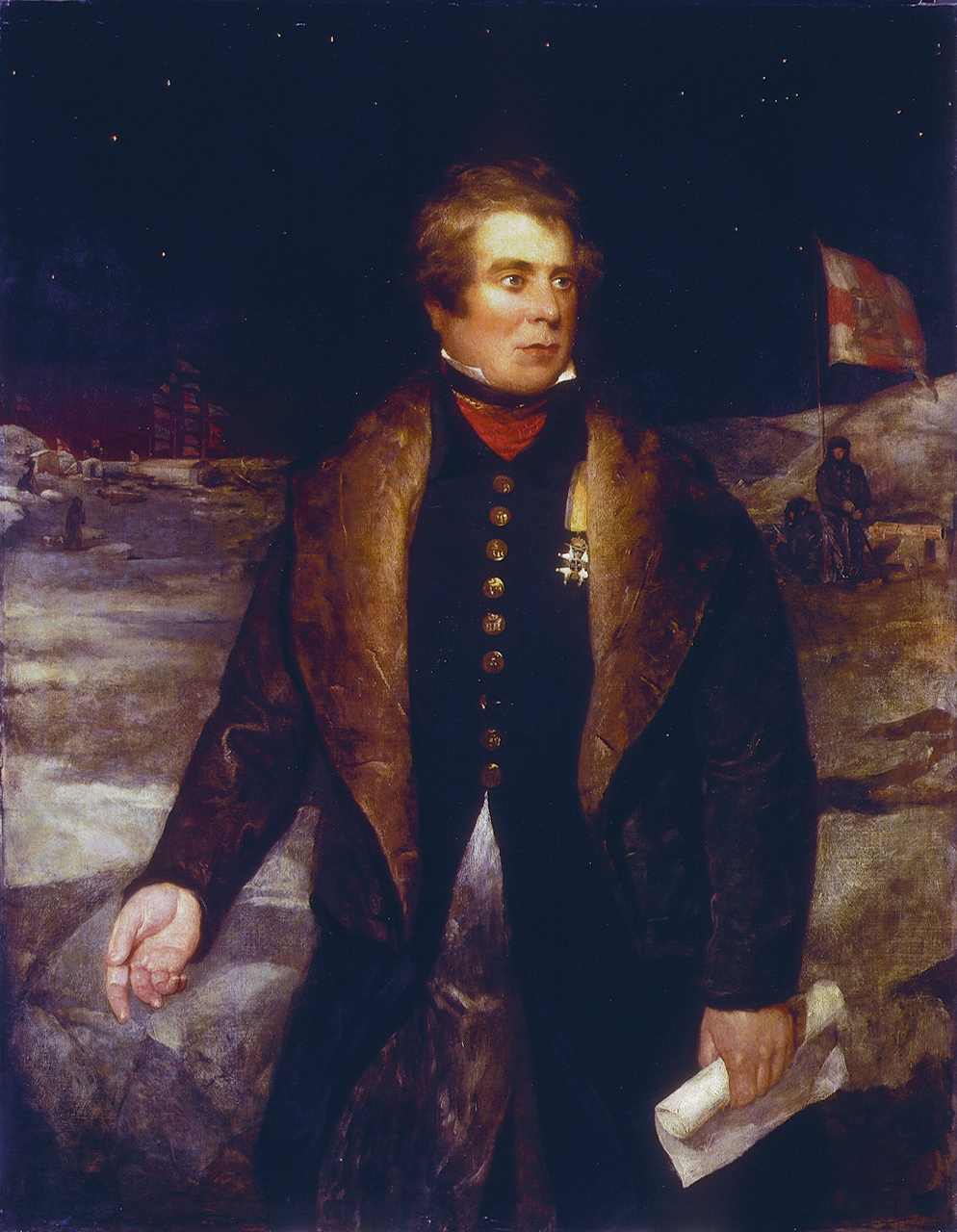
John Ross (* 1777)

- 1777: John Ross, britischer Konteradmiral und Polarforscher
- 1783: Johann Heinrich von Thünen, deutscher Autor
- 1785: Karl Friedrich Bachmann, deutscher Philosoph und Mineraloge
- 1787: Giovanni Arrivabene, italienischer Nationalökonom
- 1790: Karl von Jacobi, deutscher General und Minister
- 1794: Henricus Egbertus Vinke, niederländischer reformierter Theologe
- 1795: William Smellie, britischer Enzyklopädist und Naturforscher aus Schottland
- 1795: Ernst Heinrich Weber, deutscher Physiologe und Anatom
- 1800: Augustus Porter Hascall, US-amerikanischer Politiker

### 19. Jahrhundert

#### 1801–1850
- 1802: Johann Friedrich Arndt, deutscher Prediger
- 1803: George J. Webb, US-amerikanischer Organist und Komponist
- 1806: Julius von Leypold, deutscher Landschaftsmaler
- 1813: Henry Ward Beecher, US-amerikanischer Prediger
- 1816: Évariste de Valernes, französischer Maler

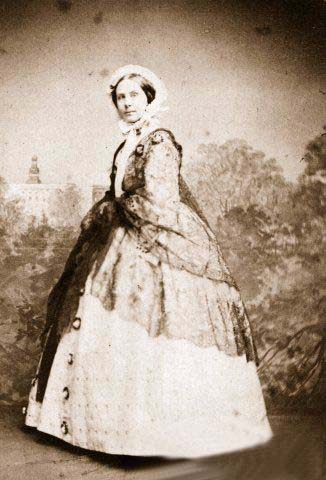
Friederike Amalie Agnes Prinzessin von Anhalt-Dessau (* 1824)

- 1824: Friederike Amalie Agnes, Prinzessin von Anhalt-Dessau und Herzogin von Sachsen-Altenburg
- 1828: Adolphe Blanc, französischer Komponist
- 1833: Gustaf Åkerhielm, schwedischer Politiker
- 1833: Otto Andreae, deutscher Unternehmer und Kunstmäzen
- 1835: Ludwig von Schwabe, deutscher Altphilologe und Archäologe
- 1836: Adolf Brecher, deutscher Pädagoge und Historiker

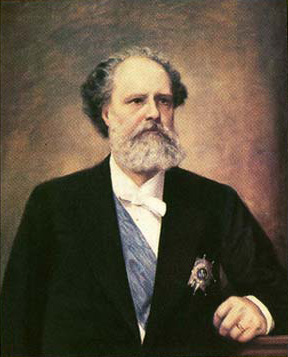
Gustav von Schmoller (* 1838)

- 1838: Gustav von Schmoller, deutscher Ökonom
- 1839: Heinrich Göschl, deutscher Bildhauer
- 1839: Emanuel Herrmann, österreichischer Nationalökonom, Miterfinder der Postkarte
- 1842: Ambrose Bierce, US-amerikanischer Schriftsteller, Journalist und Lebenskünstler
- 1843: Andreas Ascharin, baltisch-russischer Schachspieler, Schriftsteller, Pädagoge und Übersetzer
- 1847: Gaston Salvayre, französischer Komponist
- 1848: Brooks Adams, US-amerikanischer Historiker
- 1850: Herbert Kitchener, 1. Earl Kitchener, britischer General und Politiker

#### 1851–1900

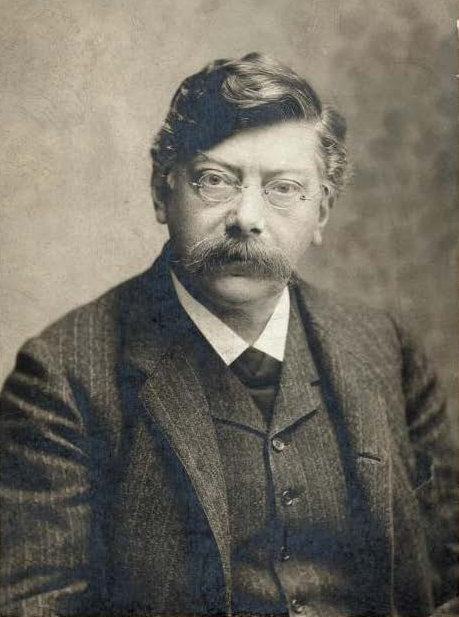
Viktor Adler (* 1852)

- 1852: Victor Adler, österreichischer Politiker
- 1852: Eugen von Aichelburg, österreichischer Politiker
- 1854: Konstantin Jireček, tschechischer Politiker, Diplomat, Historiker und Slawist
- 1863: Karel Baxa, tschechischer Rechtsanwalt und Politiker, erster Bürgermeister Prags
- 1879: Juan Demóstenes Arosemena Barreati, Präsident von Panama
- 1882: Maurice Asselin, französischer Maler, Radierer, Lithograf und Aquarellist
- 1882: Carl Diem, deutscher Sportfunktionär und -wissenschaftler
- 1883: Victor Franz Hess, österreichisch-US-amerikanischer Physiker, Nobelpreisträger
- 1883: Fritz Löhner-Beda, österreichischer Librettist, Schlagertexter und Schriftsteller
- 1887: Robert Lenneberg, deutsch-brasilianischer Mediziner
- 1888: José de Jesús Angulo del Valle y Navarro, mexikanischer Bischof
- 1888: Gerrit Rietveld, niederländischer Architekt
- 1889: Conrad A. Nervig, US-amerikanischer Filmeditor
- 1889: Howard Wilcox, US-amerikanischer Automobilrennfahrer
- 1890: Freddy Charlier, belgischer Eishockeyspieler und Automobilrennfahrer
- 1891: Richard Abelein, deutscher Tierarzt
- 1891: Irving Pichel, US-amerikanischer Schauspieler und Filmregisseur

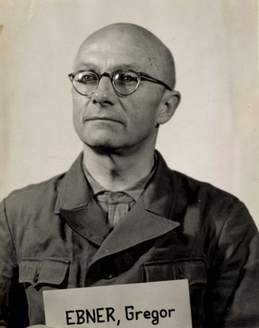
Gregor Ebner (* 1892)

- 1892: Gregor Ebner, ärztlicher Leiter aller Heime des Lebensborn e. V. während des NS-Regimes
- 1893: Hans Sachtleben, deutscher Zoologe, Entomologe
- 1893: Hans Siburg, deutscher General
- 1894: Juan Bautista Espínola Reyes, dominikanischer Musiker und Komponist
- 1895: Jack Dempsey, US-amerikanischer Boxer
- 1896: Vladimir Vauhnik, jugoslawischer Offizier, Militärattaché und Agentenführer während des Zweiten Weltkriegs
- 1897: Hermann Busch, deutscher Cellist
- 1897: Omkarnath Thakur, indischer Sänger, Musikpädagoge und -wissenschaftler

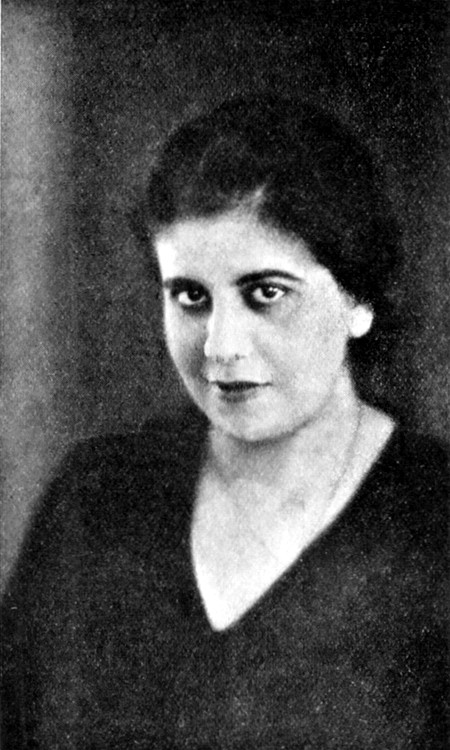
Adrienne Thomas (* 1897)

- 1897: Adrienne Thomas, deutsch-österreichische Autorin
- 1899: Ludwig Auber, österreichischer Ornithologe
- 1900: Gene Austin, US-amerikanischer Sänger und Songwriter

### 20. Jahrhundert

#### 1901–1925
- 1901: Marcel Mule, französischer Saxophonist und Komponist
- 1903: Wojciech Rychlewicz, polnischer Diplomat
- 1904: Louis Debeugny, französischer Automobilrennfahrer
- 1904: Kurt Kusenberg, deutscher Kunstkritiker und Schriftsteller
- 1907: Filippo Pascucci, italienischer Fußballtrainer
- 1907: José de Lima Siqueira, brasilianischer Komponist und Dirigent

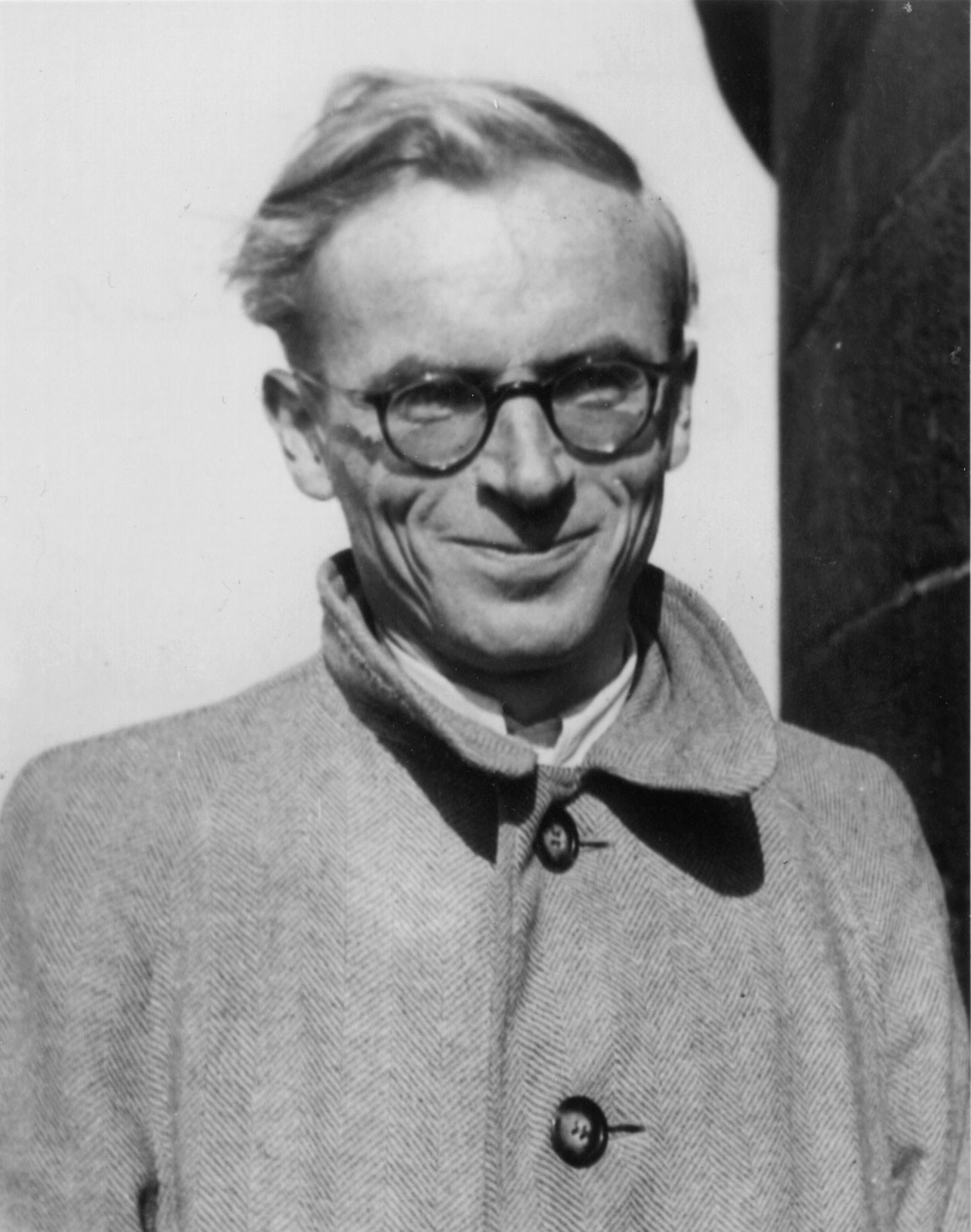
Hugo Distler (* 1908)

- 1908: Hugo Distler, deutscher Komponist und evangelischer Kirchenmusiker

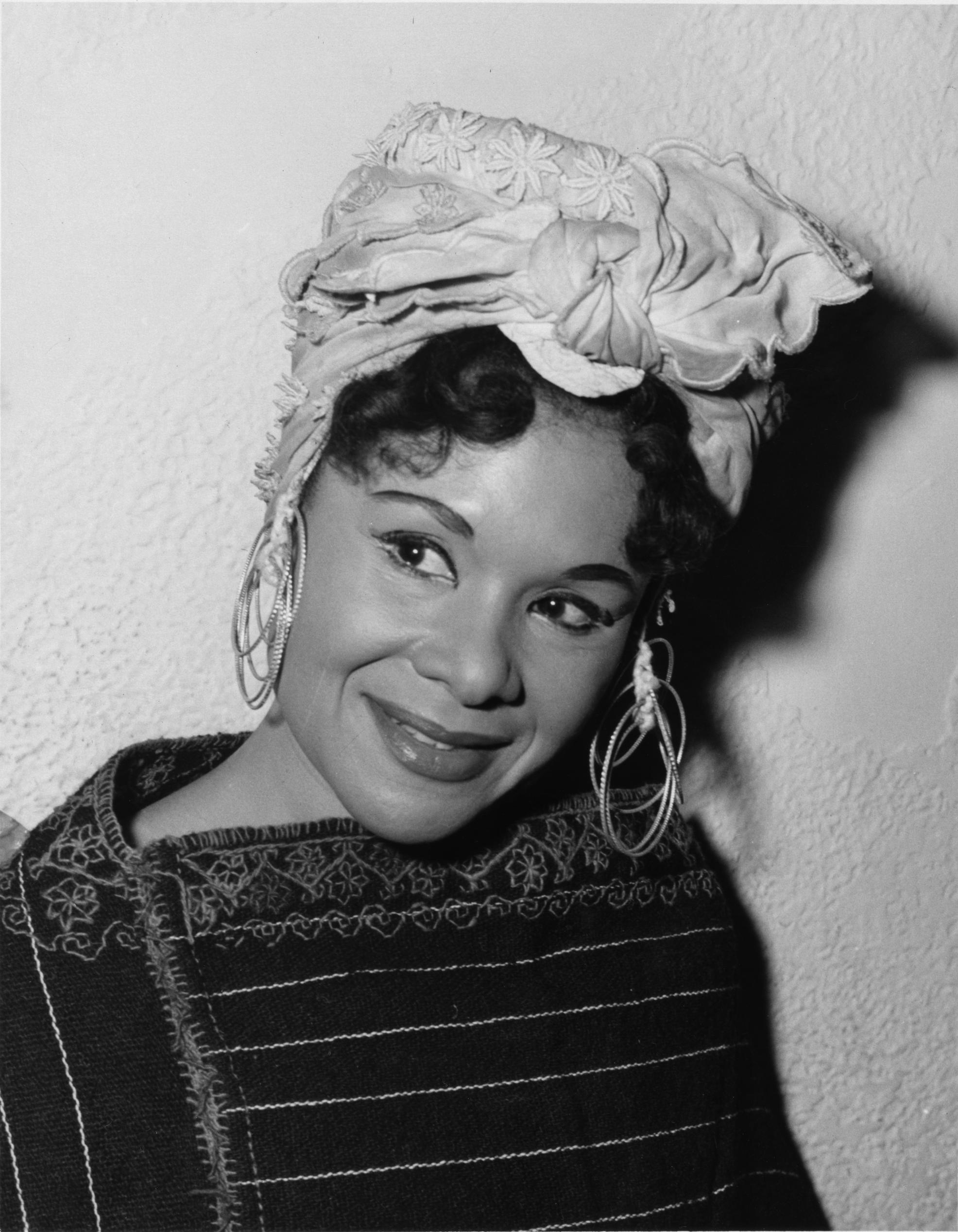
Katherine Dunham (* 1909)

- 1909: Katherine Dunham, US-amerikanische Tänzerin, Choreografin und Bürgerrechtlerin
- 1910: Francisco Benkö, deutsch-argentinischer Schachspieler
- 1910: Johannes Ernst Köhler, deutscher Organist, Kantor und Hochschullehrer
- 1911: Georg Heubeck, deutscher Versicherungsmathematiker
- 1911: Ernesto Sabato, argentinischer Schriftsteller
- 1911: Juan Manuel Fangio, argentinischer Automobilrennfahrer
- 1913: Elisa Huezo Paredes, salvadorianische Schriftstellerin und Malerin
- 1915: Gretel Escher, deutsche Illustratorin, Comiczeichnerin und Journalistin
- 1915: Fred Hoyle, britischer Astronom und Mathematiker
- 1916: Alice Schmidt, deutsche Schriftstellerin
- 1916: Ruth Shaw Wylie, US-amerikanische Komponistin und Musikpädagogin
- 1917: Joan Clarke, britische Kryptoanalytikerin
- 1918: Hans-Günther Assel, deutscher Politikwissenschaftler
- 1919: Eugen Oker, deutscher Spielekritiker und Schriftsteller
- 1921: Hans Geissberger, Schweizer Maler und Bildhauer
- 1921: Gerhard Sommer, deutscher SS-Untersturmführer
- 1922: Manny Albam, dominikanischer Jazz-Baritonsaxophonist und Arrangeur
- 1922: Anneliese Römer, deutsche Schauspielerin
- 1923: Harvey Patton, deutscher Science-Fiction-Autor
- 1923: Marc Riboud, französischer Fotograf
- 1923: Cesare Romiti, italienischer Geschäftsführer von Fiat
- 1924: Kurt Furgler, Schweizer Politiker und Bundesrat
- 1924: Mario Hernández, puerto-ricanischer Musiker und Komponist

#### 1926–1950
- 1926: Muslim Aremu Arogundade, nigerianischer Sprinter
- 1926: Aldo Brovarone, italienischer Automobildesigner
- 1926: Wolfgard Voß, deutsche Turnerin
- 1927: Willi Aberer, österreichischer Politiker, LAbg.
- 1927: Franz Josef Delonge, deutscher Rechtsanwalt und Kommunalpolitiker
- 1927: Richard Faust, deutscher Zoologe
- 1927: Martin Lewis Perl, US-amerikanischer Physiker
- 1929: Günter Emig, deutscher römisch-katholischer Geistlicher
- 1929: Mona Hofland, norwegische Schauspielerin

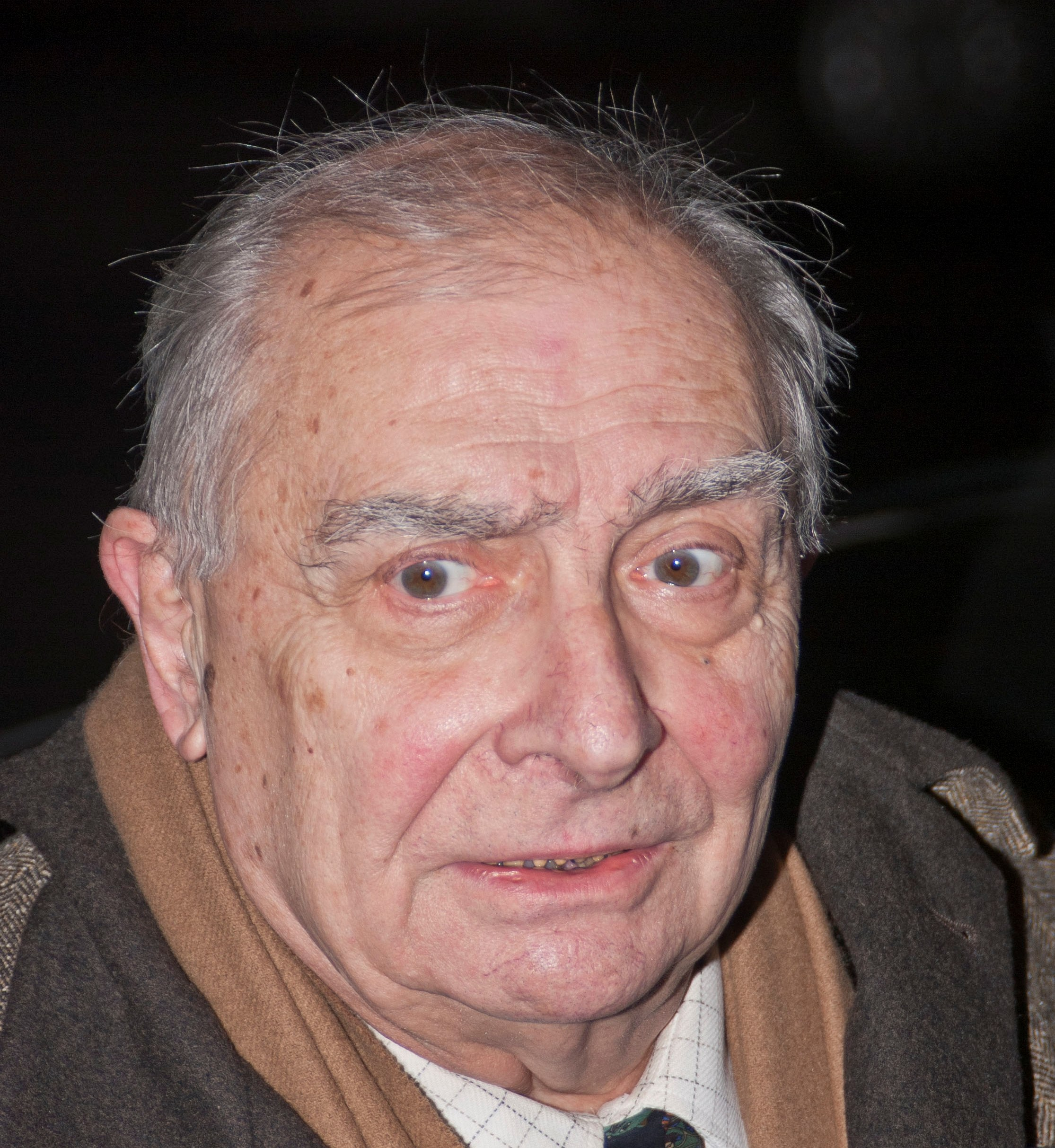
Claude Chabrol (* 1930)

- 1930: Claude Chabrol, französischer Filmregisseur
- 1930: Clemens Zintzen, deutscher Altphilologe
- 1931: Habib Bacha, jordanischer Erzbischof von Beirut und Jbeil
- 1931: Tita Carloni, Schweizer Architekt
- 1931: Rudolf Müller, Altbischof von Görlitz
- 1932: Margit Korondi, ungarische Turnerin
- 1932: Hans-Jürgen von Maydell, deutscher Forstwissenschaftler
- 1933: Fritz Auer, deutscher Architekt und Hochschullehrer
- 1933: Herbert Steininger, österreichischer Jurist, Präsident des Obersten Gerichtshofs (OGH)
- 1934: Ferdinand Biwersi, deutscher Fußballschiedsrichter
- 1934: Tommy Bridger, britischer Automobilrennfahrer
- 1935: Juan Bautista Agüero, paraguayischer Fußballspieler
- 1935: Terry Riley, US-amerikanischer Komponist und Pianist
- 1935: Jiří Teml, tschechischer Komponist
- 1937: Renzo Arbore, italienischer Radiomoderator, Schauspieler, Drehbuchautor, Filmregisseur und Musiker
- 1938: Klaus Angermann, deutscher Sportjournalist
- 1939: Annette Andre, australische Schauspielerin
- 1939: HA Schult, deutscher Aktionskünstler

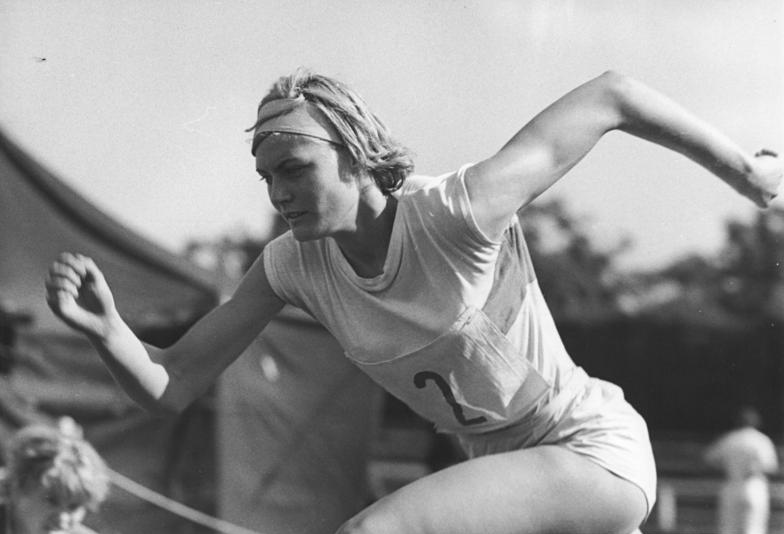
Inge Bauer (* 1940)

- 1940: Inge Bauer, deutsche Leichtathletin
- 1941: Hans-Dieter Arntz, deutscher Historiker
- 1941: Julia Kristeva, bulgarische Literaturtheoretikerin, Psychoanalytikerin, Schriftstellerin und Philosophin
- 1942: Uwe Appold, deutscher Diplom-Designer, Bildhauer und Maler
- 1942: Arthur Brown, britischer Rocksänger
- 1942: Eduardo Frei Ruiz-Tagle, chilenischer Politiker, Staatspräsident
- 1942: Liane Winter, deutsche Leichtathletin
- 1943: Juan Carlos Arellano, uruguayischer Künstler
- 1943: Frank Lowe, US-amerikanischer Jazz-Saxophonist

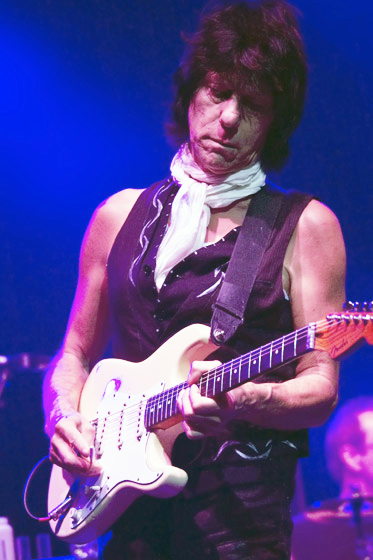
Jeff Beck (* 1944)

- 1944: Jeff Beck, britischer Rock-Gitarrist
- 1944: Walter Eggenberger, Schweizer Fernseh- und Radiomoderator
- 1944: Götz Steinle, deutscher Brigadegeneral
- 1944: Chris Wood, britischer Rockmusiker
- 1945: Gustav-Wilhelm Bathke, deutscher Erziehungswissenschaftler
- 1945: Colin Blunstone, britischer Sänger und Musiker
- 1945: George Pataki, US-amerikanischer Politiker, Gouverneur von New York
- 1947: Mick Fleetwood, britischer Musiker (Fleetwood Mac)
- 1947: Peter Weller, US-amerikanischer Schauspieler und Regisseur
- 1948: John M. Armleder, schweizerischer Konzept-, Performance- und Objektkünstler, Maler, Bildhauer und Kunstkritiker
- 1948: Georg Boomgaarden, deutscher Diplomat und Botschafter in Spanien und Andorra
- 1948: Annemarie Lütkes, deutsche Juristin und Politikerin, MdL, Landesministerin, Regierungspräsidentin von Düsseldorf
- 1948: Patrick Moraz, Schweizer Musiker
- 1948: Werner Roth, deutscher Fußballspieler
- 1948: Hans Schmid, Schweizer Skispringer
- 1948: Jürgen Stars, deutscher Fußballspieler
- 1949: John Illsley, britischer Bassist
- 1949: Ann Lallande, puerto-ricanische Schwimmerin und Journalistin
- 1949: Brigitte Mohnhaupt, deutsche Terroristin in der Rote Armee Fraktion (RAF)
- 1949: Ulrich Steinwedel, deutscher Jurist, Richter am deutschen Bundessozialgericht

#### 1951–1975
- 1951: Raelene Boyle, australische Leichtathletin
- 1951: Ivar Formo, norwegischer Skilangläufer, Olympiasieger
- 1953: Takao Wada, japanischer Automobilrennfahrer
- 1954: Mark Edmondson, australischer Tennisspieler
- 1954: Eugen Ruge, deutscher Schriftsteller, Regisseur und Übersetzer
- 1956: Joe Penny, US-amerikanischer Schauspieler
- 1957: David Abram, US-amerikanischer Kulturökologe, Philosoph und Autor
- 1957: Georges Nicolas Haddad, libanesischer Erzbischof von Banyas
- 1957: Angela Roy, deutsche Schauspielerin und Regisseurin
- 1958: Richard Hein, monegassischer Automobilrennfahrer
- 1959ː Edith Nawakwi, sambische Politikerin
- 1959: Markus Wienstroer, deutscher Gitarrist und Geiger
- 1960: Siedah Garrett, US-amerikanische R&B-Sängerin und Songwriterin
- 1960: Georg Konermann, deutscher Ruderer
- 1960: Jacqueline de Quattro, Schweizer Politikerin, Nationalrätin
- 1960: Ian Rogers, australischer Schachmeister
- 1960: Sandro Wirth, Schweizer Freestyle-Skier
- 1961: Susanne Beyer, deutsche Leichtathletin
- 1961: Jeanne Fürst, Schweizer Ärztin, Moderatorin und Unternehmerin
- 1961: Marvin Smitty Smith, US-amerikanischer Jazzschlagzeuger
- 1961: Konstantine Gamsachurdia, georgischer Politiker

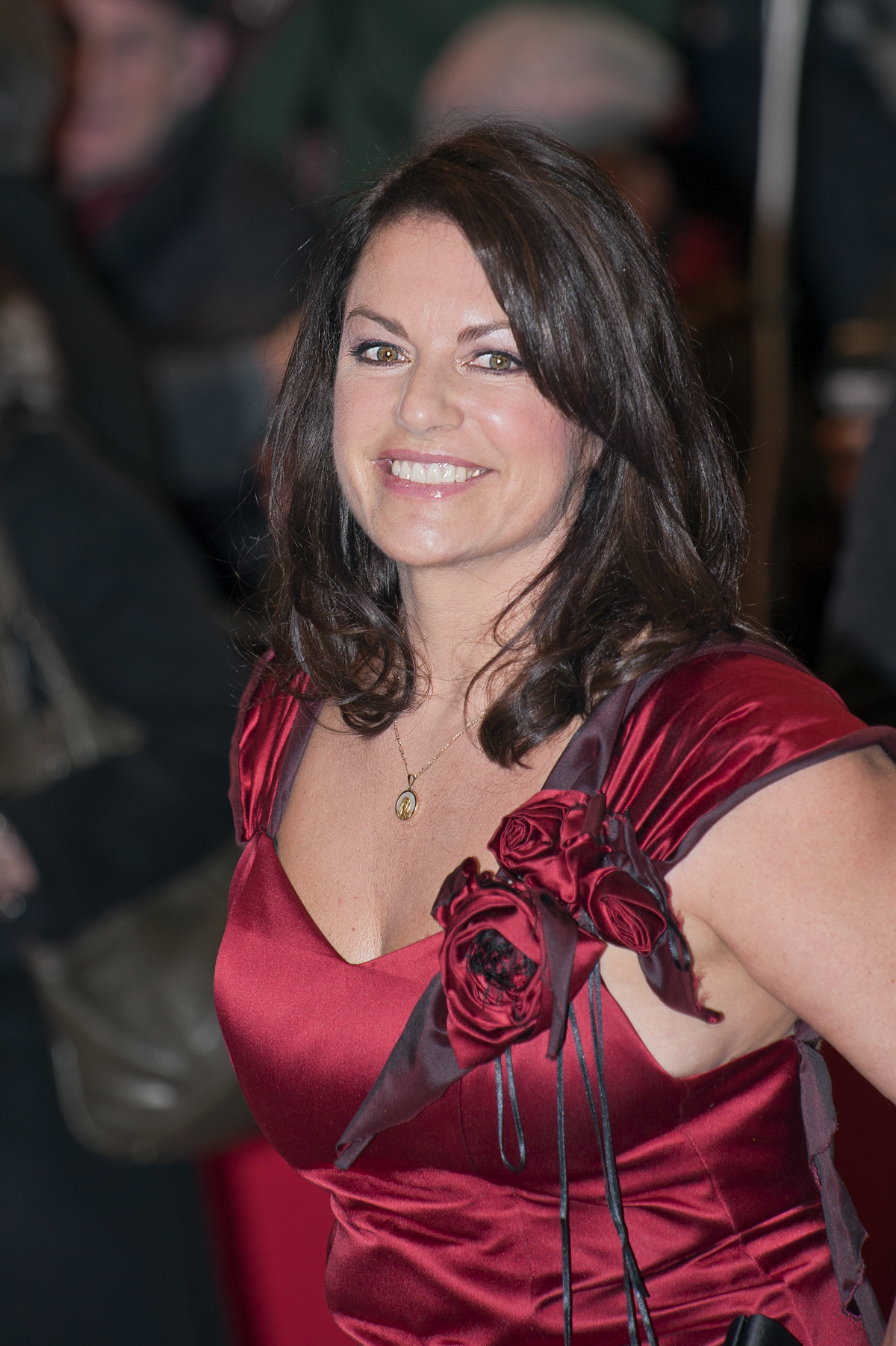
Christine Neubauer (* 1962)

- 1962: Christine Neubauer, deutsche Schauspielerin
- 1963: Paul Estermann, Schweizer Springreiter
- 1963: Juri Dmitrijewitsch Kasparjan, russischer Gitarrist
- 1963ː Benedetta Tagliabue, italienische Architektin
- 1963: Eric Weber, Schweizer Journalist und Politiker
- 1964: Bas van Bavel, niederländischer Mittelalterhistoriker, Wirtschafts- und Sozialhistoriker
- 1964: Gianni Celeste, italienischer Sänger
- 1964: Harry Ehing, deutscher Fußballschiedsrichter
- 1964: Thierry Eliez, französischer Pianist, Organist, Improvisationskünstler, Komponist und Arrangeur
- 1964: Maika Friemann-Jennert, deutsche Bibliothekarin und Politikerin
- 1964: Jean Guérin, französischer Radrennfahrer
- 1964: Ralf Hand, deutscher Botaniker
- 1964: Hamish Harding, britischer Unternehmer und Pilot
- 1964: Heiko Hunger, deutscher Nordischer Kombinierer
- 1964: Klemens Kofler, österreichischer Politiker, Galerist und Immobilienmakler
- 1964: Daniela Lojarro, italienische Opernsängerin
- 1964: Günther Mader, österreichischer Skirennläufer
- 1964: Adel Massaad, deutsch-ägyptischer Tischtennisspieler und Pharma-PR-Unternehmer
- 1964: Armin Maus, deutscher Journalist
- 1964: Kathryn Parminter, britische Politikerin, Tier- und Umweltschützerin
- 1964: Christopher Steele, britischer Geheimdienstmitarbeiter
- 1964: Dieter Steger, italienischer Politiker
- 1964: Simone von Stosch, deutsche Fernsehjournalistin
- 1964: Gary Suter, US-amerikanischer Eishockeyspieler
- 1964: Andreas Weigel, deutscher Politiker
- 1964: Georg Zug, deutscher Fußballspieler
- 1965: Dani Beck, Schweizer Fernsehmoderator
- 1965: Uwe Krupp, deutscher Eishockeyspieler
- 1965: Harald Roth, deutscher Historiker
- 1966: Sevan Boyaciyan, armenisch-deutscher Konzertgitarrist
- 1966: Steve Driehaus, US-amerikanischer Politiker, Mitglied des Repräsentantenhauses
- 1966: Bernhard Winkler, deutscher Fußballspieler und -trainer
- 1966: Marianne Flotron, Schweizer Curlerin
- 1966: Hope Sandoval, US-amerikanische Sängerin
- 1967: Markus Acher, deutscher Sänger, Gitarrist und Komponist
- 1967: Michael Kessler, deutscher Schauspieler, Komiker, Theaterregisseur, Autor und Moderator
- 1967: Richard Kruspe, deutscher Musiker
- 1968: Boris Gelfand, israelischer Schachspieler
- 1969: Randy Jones, US-amerikanischer Bobfahrer

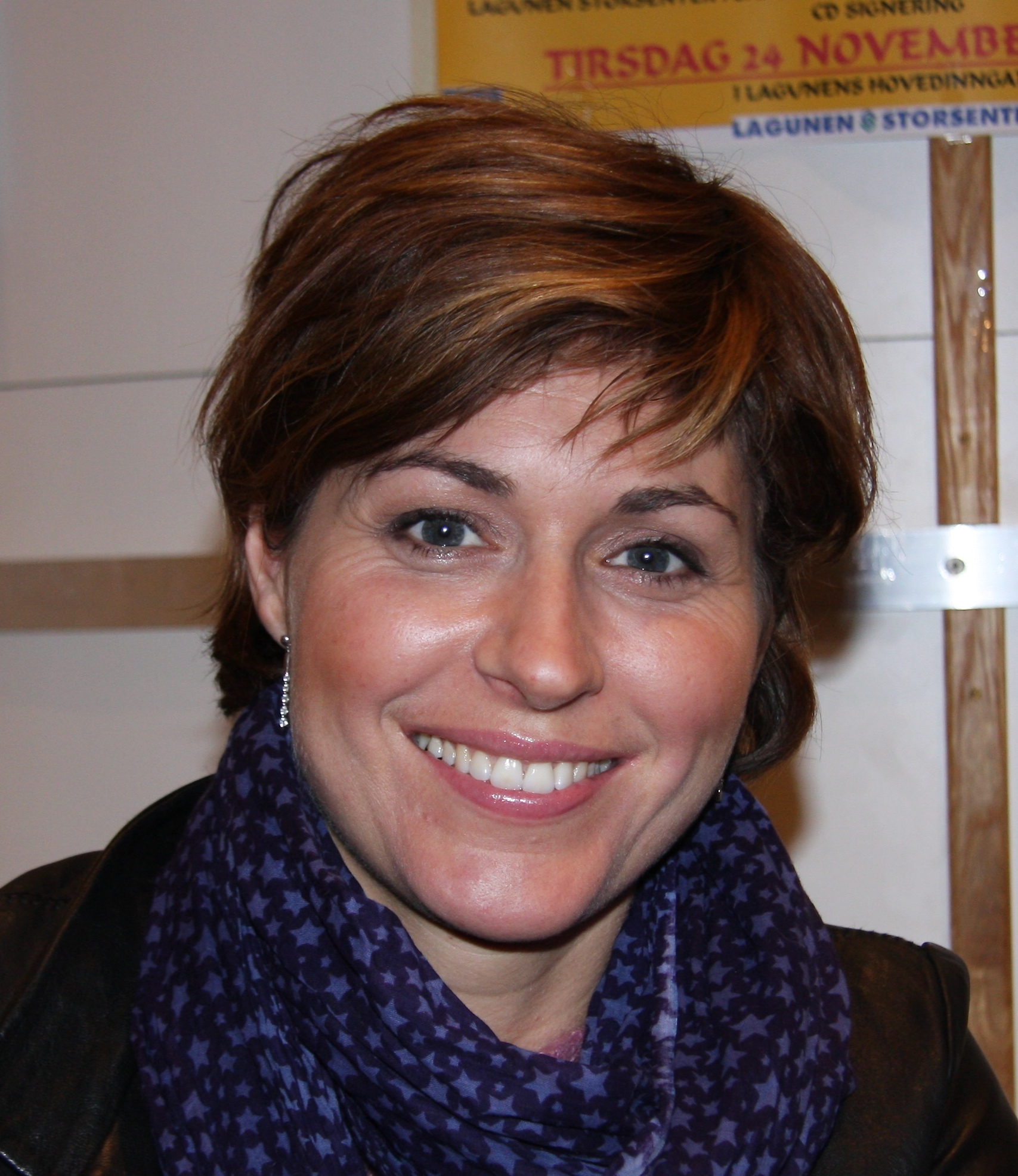
Sissel Kyrkjebø (* 1969)

- 1969: Sissel Kyrkjebø, norwegische Sängerin
- 1969: Michael Vergers, niederländischer Automobilrennfahrer
- 1970: Glenn Medeiros, US-amerikanischer Popmusiker
- 1970: Bernardo Sassetti, portugiesischer Pianist, Jazzmusiker und Komponist
- 1970: Nicole Waller, deutsche Philologin und Amerikanistin
- 1971: Asitha Ameresekere, britischer Filmregisseur
- 1972: Mitch Berger, US-amerikanischer American-Football-Spieler
- 1972: Robbie McEwen, australischer Radrennfahrer
- 1973: Alexander Beyer, deutscher Schauspieler
- 1973: Bill Schuffenhauer, US-amerikanischer Bobfahrer
- 1974: Tamina Kallert, deutsche Fernsehmoderatorin
- 1975: Christie Pearce, US-amerikanische Fußballspielerin

#### 1976–2000
- 1976: Julia Blesken, deutsche Schriftstellerin
- 1976: Florian Weber, deutscher Moderator und Schauspieler
- 1977: Francine Jordi, Schweizer Sängerin
- 1977: Amir Talai, US-amerikanischer Schauspieler und Synchronsprecher
- 1978: Ariel Pink, US-amerikanischer Musiker
- 1978: Juan Román Riquelme, argentinischer Fußballer
- 1978: Emppu Vuorinen, finnischer Gitarrist
- 1979: Morven Christie, schottische Schauspielerin
- 1979: Dafydd Jones, walisischer Rugby-Spieler
- 1980: Cicinho, brasilianischer Fußballspieler
- 1980: John Bryant Davila, US-amerikanischer Schauspieler
- 1980: Verena Dietl, deutsche Kommunalpolitikerin (SPD)
- 1980: Minka Kelly, US-amerikanische Schauspielerin
- 1981: Juliette Greco, deutsche Schauspielerin
- 1981: Romy Hiller, deutsche Journalistin und Nachrichtensprecherin
- 1981: Marco Vorbeck, deutscher Fußballspieler
- 1982: Sylvain Guintoli, französischer Motorradrennfahrer

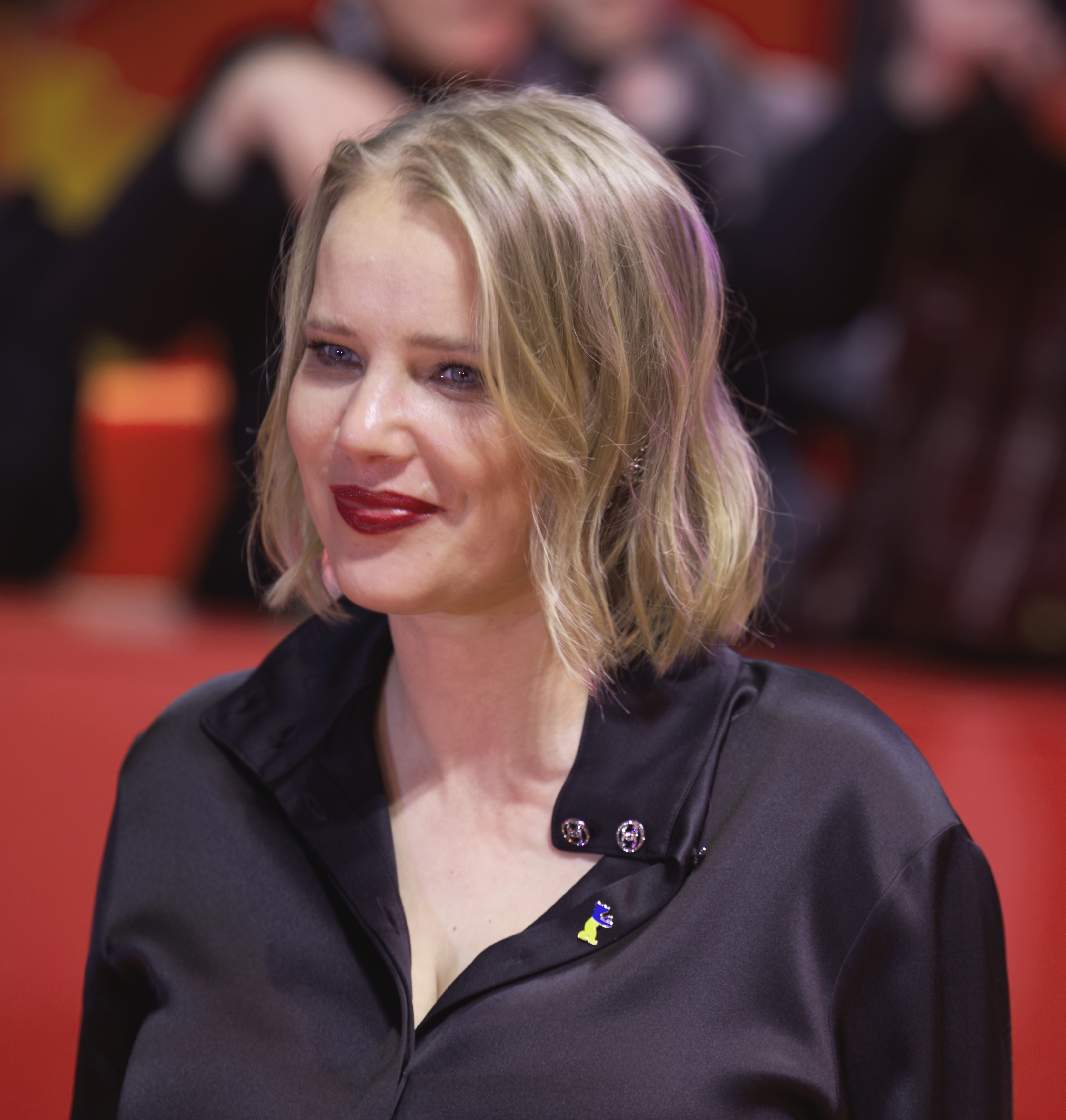
Joanna Kulig (* 1982)

- 1982: Joanna Kulig, polnische Schauspielerin
- 1982: Lotte Verbeek, niederländische Schauspielerin, Sängerin, Tänzerin und Model
- 1983: Johan Andersson, schwedischer Handballspieler

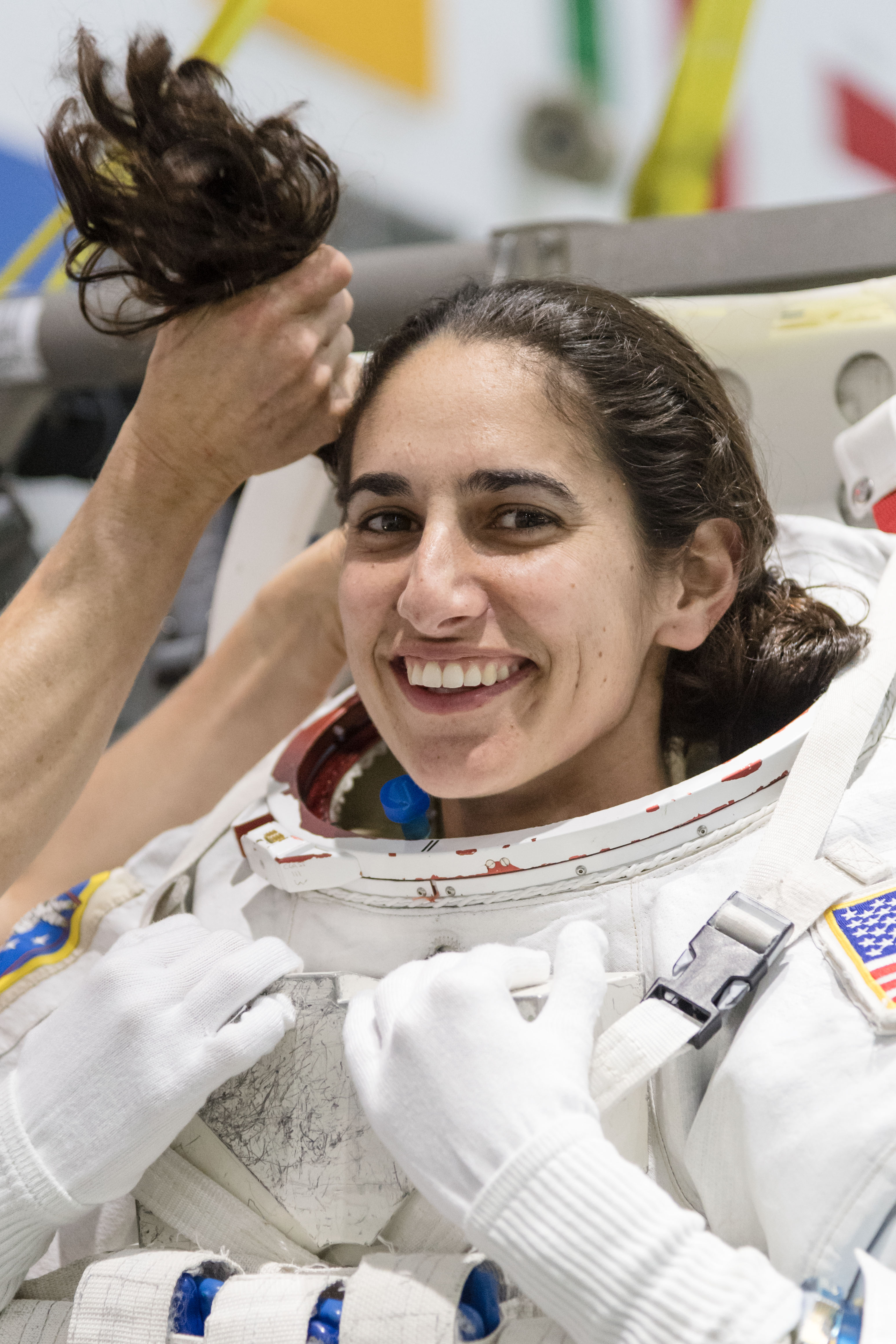
Jasmin Moghbeli (* 1983)

- 1983: Jasmin Moghbeli, iranisch-US-amerikanische Testpilotin des United States Marine Corps und Raumfahrtanwärterin der NASA
- 1984: Salvatore Amirante, italienischer Fußballspieler
- 1984: Christian Nagiller, österreichischer Skispringer
- 1985: Atheer Adel, deutscher Schauspieler
- 1985: Bastien Arnaud, französischer Handballspieler
- 1985: Saralisa Volm, deutsche Schauspielerin
- 1986: Harrison Afful, ghanaischer Fußballspieler
- 1986: Solange Knowles, US-amerikanische Sängerin und Schauspielerin
- 1986: Michael Parensen, deutscher Fußballspieler
- 1986: Zhang Jilin, chinesische Schachspielerin
- 1987: Semen Hildebrand, deutsch-russischer Eishockeyspieler
- 1987: María Irigoyen, argentinische Tennisspielerin

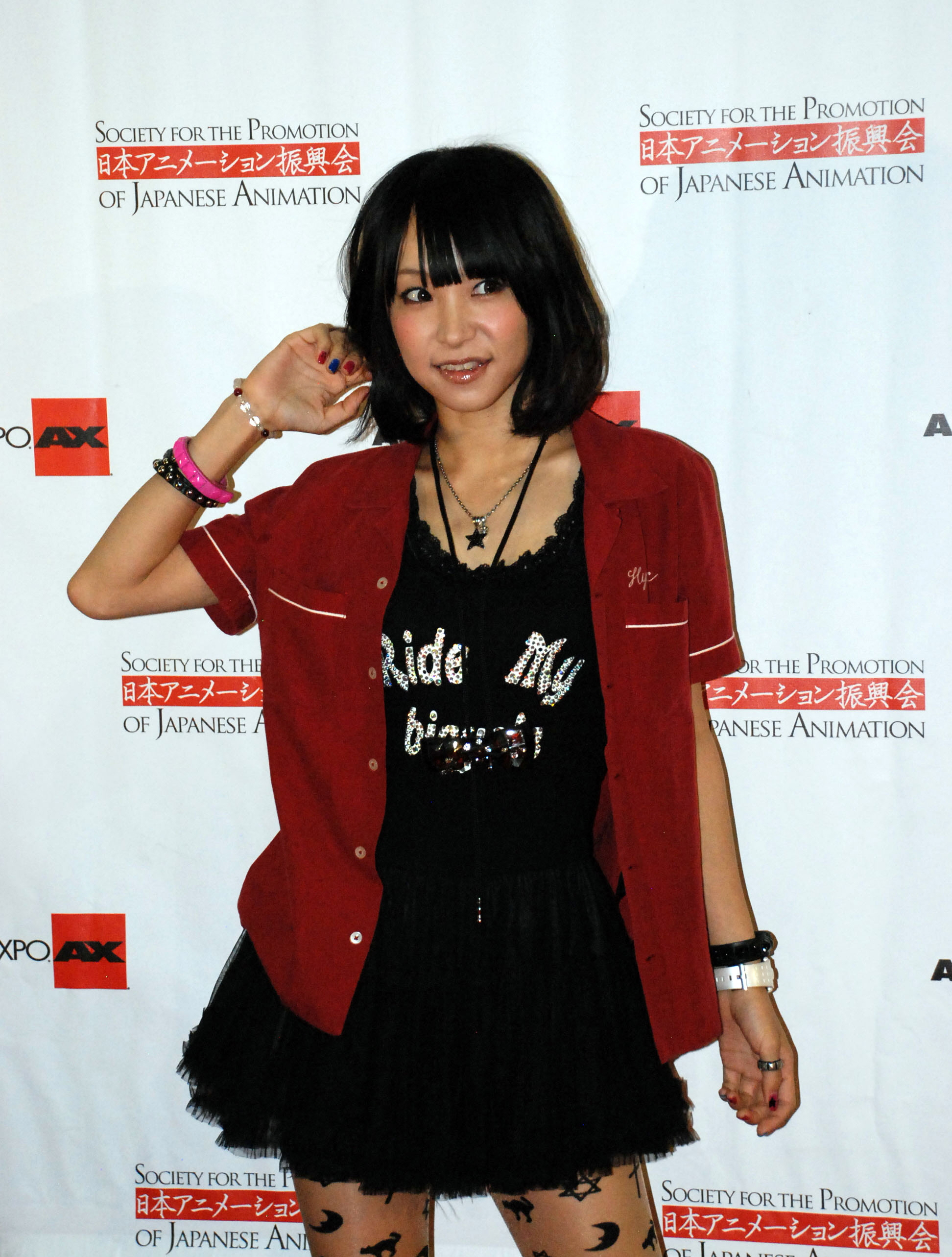
LiSA (* 1987)

- 1987: LiSA, japanische Sängerin und Liedtexterin
- 1987: Wesley, brasilianischer Fußballspieler

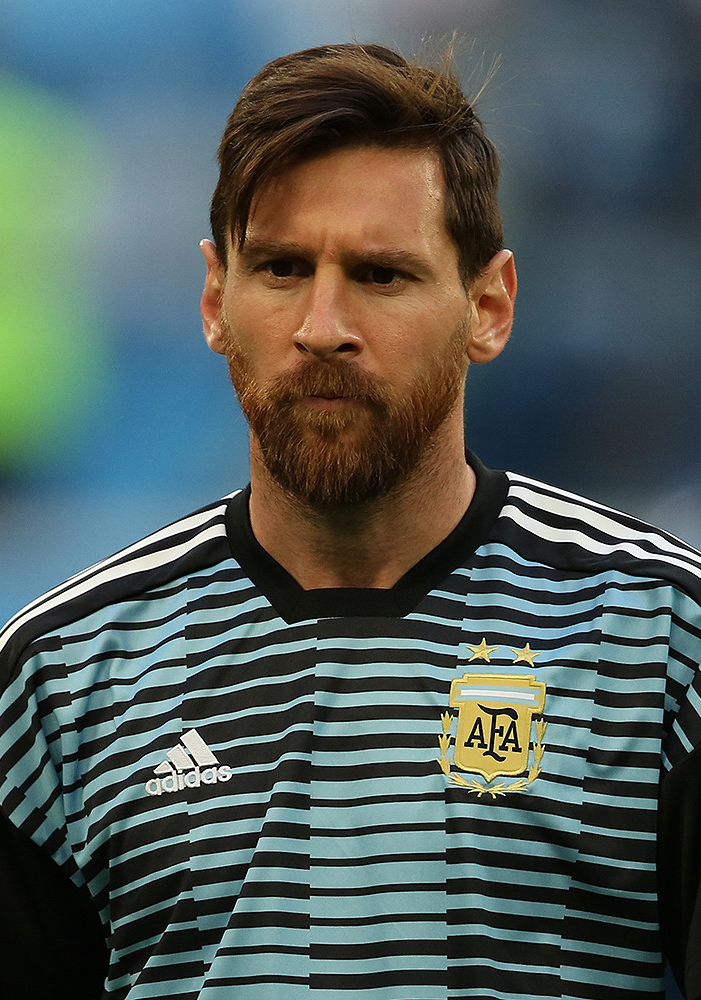
Lionel Messi (* 1987)

- 1987: Lionel Messi, argentinischer Fußballspieler
- 1987: Steven Ruprecht, deutscher Fußballspieler
- 1988: Dominic Pürcher, österreichischer Fußballspieler
- 1988: Micah Richards, englischer Fußballspieler
- 1989: Juan Barros, peruanisch-kolumbianischer Fußballspieler
- 1989: Fabian Böhm, deutscher Handballspieler
- 1989: Fabian Koch, österreichischer Fußballspieler
- 1990: Richard Sukuta-Pasu, deutscher Fußballspieler
- 1990: Caroline Thomas, deutsche Handballspielerin
- 1991: Hiba Abu Nada, Palästinensische Dichterin und Romanautorin
- 1992: David Alaba, österreichischer Fußballspieler
- 1992: Sam Harrison, walisischer Bahnradsportler
- 1992: Isaac Kiese Thelin, schwedischer Fußballspieler
- 1992: Felix Serralles, puerto-ricanischer Automobilrennfahrer
- 1993: Apostolos Angelis, griechischer Biathlet und Skilangläufer
- 1993: Brandon Maïsano, französischer Automobilrennfahrer
- 1994: Mitch Evans, neuseeländischer Automobilrennfahrer

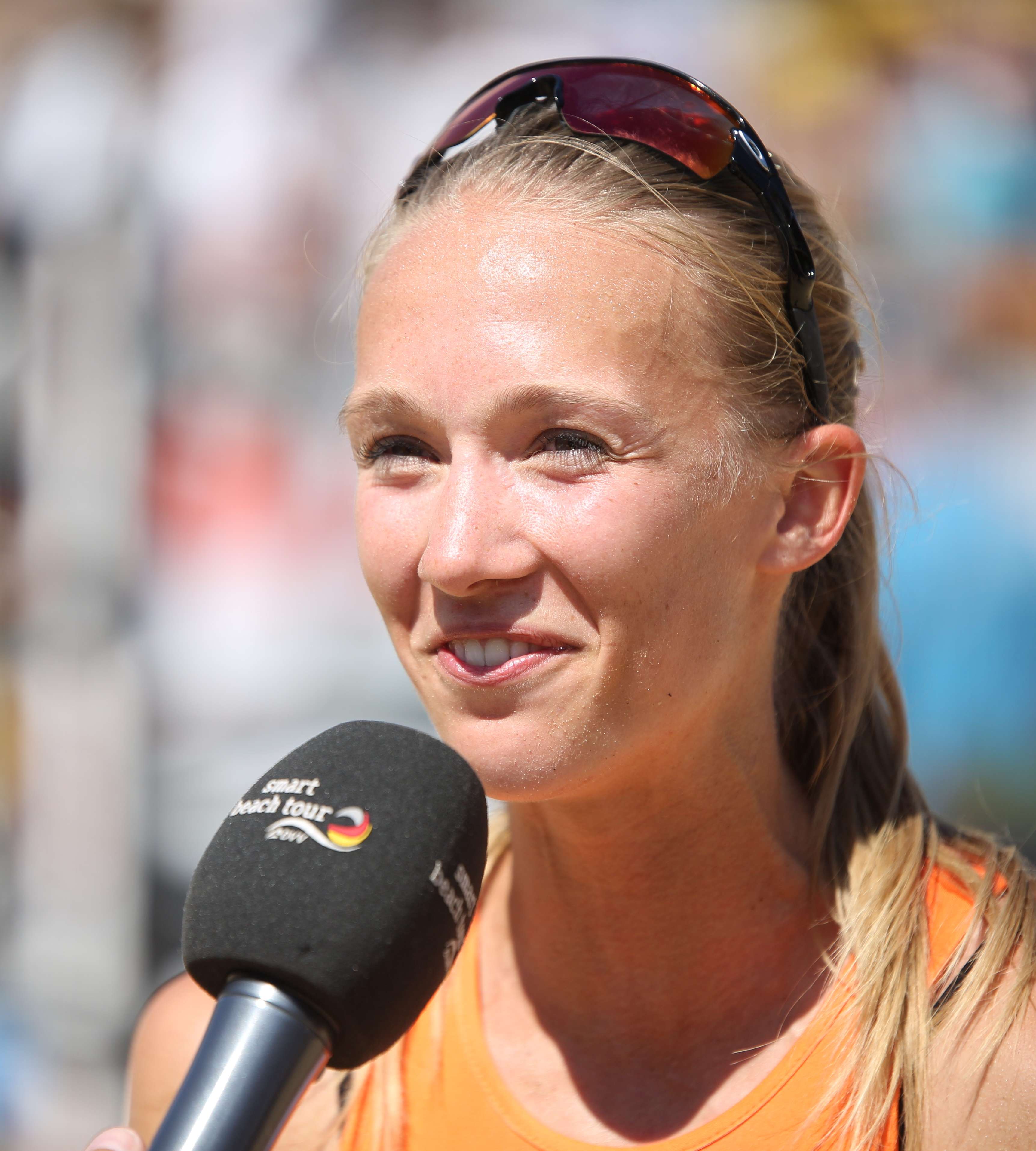
Sandra Ittlinger(* 1994)

- 1994: Sandra Ittlinger, deutsche Volleyballspielerin
- 1996: Edoardo Affini, italienischer Radrennfahrer
- 1997: David Barišić, kroatischer Fußballspieler
- 1998: Federico Gatti, italienischer Fußballspieler
- 1998: Kye Rowles, australischer Fußballspieler
- 1999: Bojan Miovski, nordmazedonischer Fußballspieler
- 1999: Darwin Núñez, uruguayischer Fußballspieler
- 1999: Erick Suárez, bolivianischer Leichtathlet
- 2000: Anastassija Kirpitschnikowa, russisch-französische Schwimmerin
- 2000: Nehuén Pérez, argentinischer Fußballspieler

### 21. Jahrhundert

#### 2001–2025
- 2001: Antonio Tiberi, italienischer Radrennfahrer
- 2004: Erika Alexandrowna Andrejewa, russische Tennisspielerin

## Gestorben

### Vor dem 16. Jahrhundert
- 0217 v. Chr.: Gaius Flaminius, römischer Staatsmann
- 0988: Eticho, Bischof von Augsburg
- 1088: William de Warenne, 1. Earl of Surrey, normannischer Aristokrat
- 1142: Wilhelm von Vercelli, Eremit und Ordensgründer
- 1160: Arnold, Erzbischof von Mainz
- 1186: Robert von Torigni, normannischer Chronist

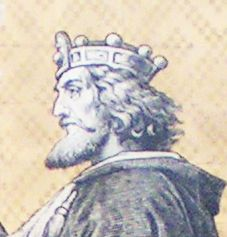
Albrecht der Stolze († 1195)

- 1195: Albrecht der Stolze, Markgraf von Meißen
- 1214: Gilbert de Glanville, Bischof von Rochester
- 1229: Walter III. Brisebarre, Herr von Caesarea, Connétable des Königreichs Zypern
- 1240: Heinrich I., Bischof von Meißen
- 1241: Iwan Assen II., bulgarischer Zar
- 1314: Gilbert de Clare, 7. Earl of Gloucester, englischer Adeliger
- 1314: Robert de Clifford, 1. Baron de Clifford, englischer Magnat und Militär
- 1314: John Comyn, schottischer Adliger
- 1314: Edmund Mauley, englischer Höfling und Ritter
- 1314: Miles Stapleton, 1. Baron Stapleton, englischer Adliger und Höfling
- 1314: William de Vescy of Kildare, englisch-irischer Adeliger und Politiker
- 1322: Matteo I. Visconti, politischer Anführer Mailands
- 1340: Nicolas Béhuchet, Schatzmeister und Admiral von Frankreich
- 1343: Aymon, Graf von Savoyen
- 1369: Jost I. von Rosenberg, höchster Kämmerer von Böhmen
- 1382: Winrich von Kniprode, Hochmeister des Deutschen Ordens
- 1398: Hongwu, chinesischer Kaiser und Gründer der Ming-Dynastie
- 1407: Theodor I., byzantinischer Despot von Morea
- 1408: Wilhelm II., Graf von Berg und als Wilhelm I. Herzog von Berg
- 1439: Friedrich IV., Herzog von Tirol
- 1451: Leonhard von Laiming, Fürstbischof der Passau
- 1472: Barbara von Bayern, bayerische Adelige und Klarissin in München
- 1497: Michael An Gof, englischer Schmied, Anführer des Kornischen Aufstands von 1497
- 1497: Thomas Flamank, englischer Rechtsanwalt, Anführer des Kornischen Aufstands von 1497

### 16./17. Jahrhundert
- 1503: Reginald Bray, englischer Adeliger und Politiker
- 1510: Johann von Waldburg-Sonnenberg, Truchseß von Waldburg
- 1513: Edmund Carew, englischer Adliger und Militär

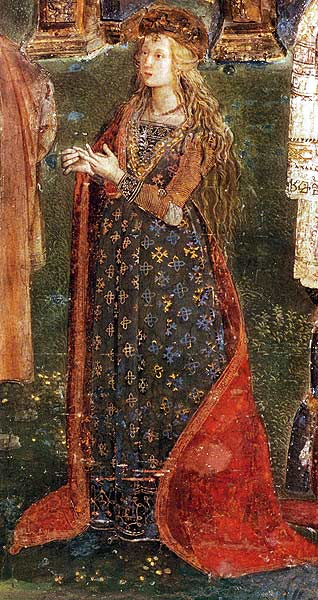
Lucrezia-Borgia († 1519)

- 1519: Lucrezia Borgia, italienische Fürstin
- 1522: Elisabeth von der Pfalz, Landgräfin von Hessen-Marburg und Markgräfin von Baden
- 1551: Charles II. de Croÿ, französischer Adeliger
- 1564: Simon Jacob, deutscher Mathematiker und Rechenmeister
- 1582: Wolfgang von Paler der Ältere, deutscher Kaufmann und Bankier
- 1597: Johannes Posthius, deutscher Arzt und Dichter

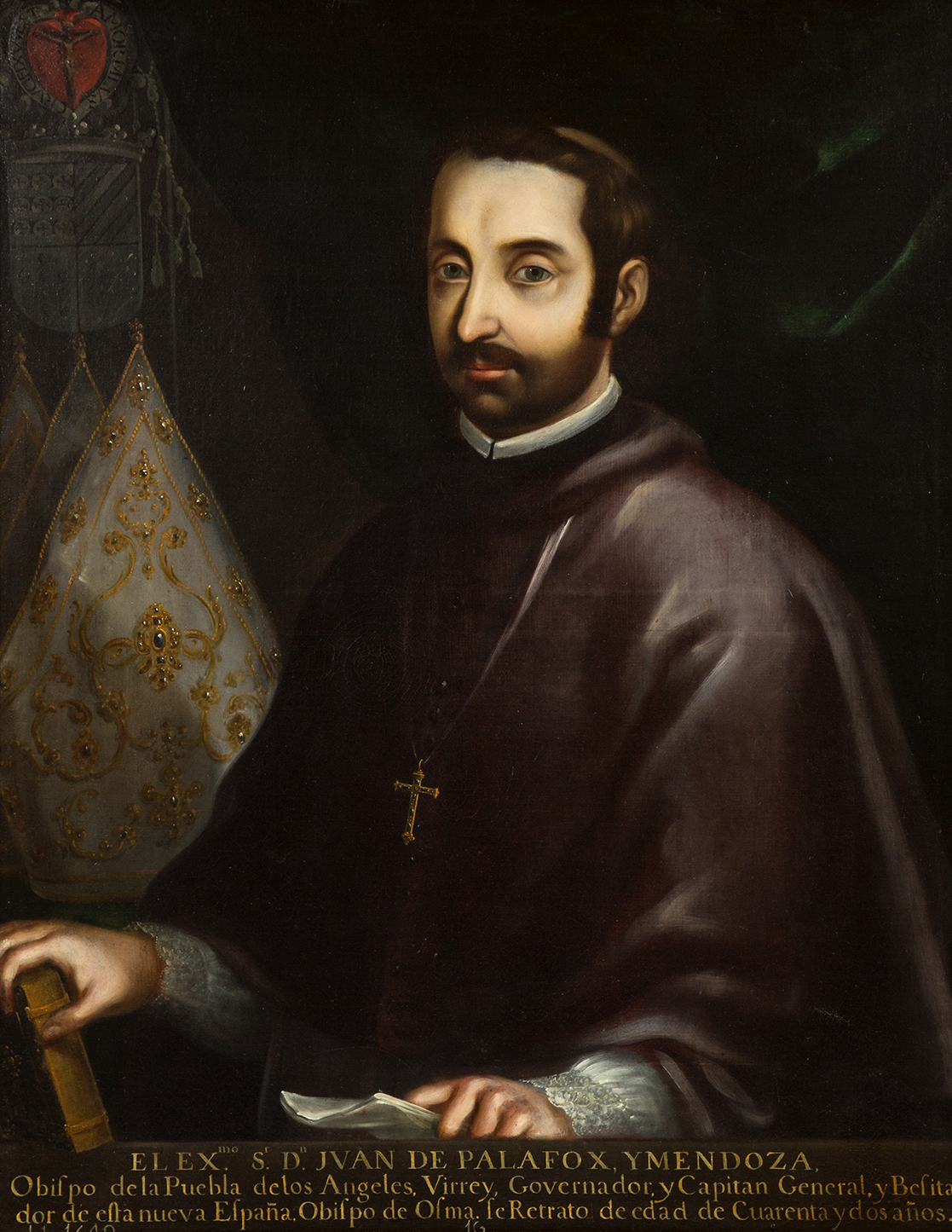
Juan de Palafox y Mendoza († 1600)

- 1600: Juan de Palafox y Mendoza, spanischer Bischof der katholischen Kirche und Vizekönig von Neuspanien
- 1601: Henriette de Clèves, Herzogin von Nevers und Gräfin von Rethel
- 1604: Edward de Vere, 17. Earl of Oxford, englischer Adeliger, Lord Great Chamberlain am Hofe Elisabeths I., möglicher Urheber von Shakespeares Werken
- 1615: Katagiri Katsumoto, japanischer Feldherr
- 1615: Simon Ulrich Pistoris, Rechtswissenschaftler und kursächsischer Diplomat
- 1630: William Compton, 1. Earl of Northampton, englischer Peer
- 1652: Andries Bicker, Regent und Bürgermeister von Amsterdam
- 1652: Salomon Hirzel, Zürcher Politiker, Bürgermeister und Diplomat
- 1676: Carl Gustaf Wrangel, schwedischer Heerführer und Staatsmann
- 1693: Pavel Josef Vejvanovský, tschechischer Komponist, Barocktrompeter und Chorleiter
- 1700: Anton Günther Heshusius, deutscher Philosoph

### 18. Jahrhundert

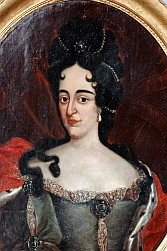
Anna Dorothea von Sachsen-Weimar († 1704)

- 1704: Anna Dorothea von Sachsen-Weimar, Äbtissin des Reichsstifts Quedlinburg
- 1707: Kaspar von Stieler, deutscher Gelehrter und Mitglied der Fruchtbringenden Gesellschaft
- 1711: Agnes Heinold, schwäbische Dichterin
- 1712: Simon van der Stel, der erste Gouverneur der Kapkolonie
- 1715: Robert Gibbes, britischer Gouverneur der Province of Carolina
- 1716: Hans Rudolf Tschudi, Schweizer Pfarrer in Wartau, Kanton St. Gallen
- 1718: Ludwig Friedrich I., Fürst von Schwarzburg-Rudolstadt, Graf von Hohnstein, Herr von Rudolstadt, Blankenburg und Sondershausen
- 1718: Mathias Prininger, österreichischer Glockengießer
- 1728: Martin Junkhans, österreichischer Orgelbauer
- 1732: Johann Baptist Kral, österreichischer Steinmetz und Bildhauer
- 1740: Woldemar Freiherr von Löwendal, dänisch-norwegischer Adliger und kursächsischer Oberhofmarschall
- 1742: Jacopo Appiani, italienischer Stuckateur
- 1748: Christoph Heinrich Zeibich, deutscher lutherischer Theologe
- 1766: Adrien-Maurice de Noailles, Marschall von Frankreich
- 1767: Johan Henrik Freithoff, dänisch-norwegischer Komponist, Violinist und Beamter
- 1768: Johann Julius Hecker, Begründer des ersten preußischen Lehrerseminars
- 1768: Maria Leszczyńska, polnische Ehefrau des französischen Königs Ludwig XV.
- 1774: Gottlieb Jenner, Schweizer Jurist und Politiker
- 1778: Pieter Burman der Jüngere, niederländischer Philologe
- 1782: Anna Göldi, Schweizer Magd, hingerichtet als letzte Hexe Europas
- 1794: François-Nicolas-Léonard Buzot, französischer Revolutionär
- 1796: Joseph Maria, Fürst zu Fürstenberg
- 1798: Maria Christina von Österreich, Erzherzogin von Österreich und Herzogin von Sachsen-Teschen

### 19. Jahrhundert
- 1802: Johann Friedrich Esaias Steffens, deutscher evangelischer Theologe
- 1803: Matthew Thornton, US-amerikanischer Politiker, Unterzeichner der Unabhängigkeitserklärung
- 1817: Thomas McKean, US-amerikanischer Politiker, Unterzeichner der Unabhängigkeitserklärung
- 1817: Christian Gottlieb Starklof, oldenburgischer Kammerdiener und Postdirektor
- 1824: Friedrich Traugott Wettengel, böhmischer lutherischer Theologe
- 1829: Louis de Friant, französischer General
- 1835: Jacques Claude Beugnot, französischer Politiker
- 1835: Tomás de Zumalacárregui, spanischer General und Anführer der Carlisten

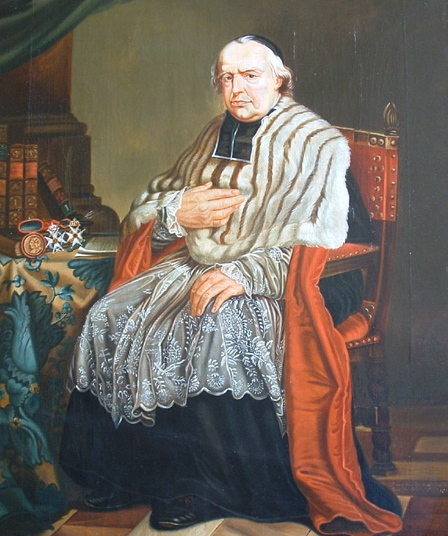
Peter Joseph Triest († 1836)

- 1836: Peter Joseph Triest, belgischer Kanoniker und Ordensgründer
- 1843: Johann Friedrich Kind, deutscher Schriftsteller
- 1847: Carlo Francesco Remonda, französischer General
- 1849: Wilhelm Ludwig Viktor Henckel von Donnersmarck, preußischer General
- 1851: Moritz Bauschke, deutscher Schriftsteller, Verleger, Buchhändler und Publizist
- 1852: Wilhelm Carl Ferdinand von Ahlefeldt, Domherr des Domkapitels des Lübecker Doms
- 1855: Johann Gottfried Flügel, deutscher Philologe und Lexikograf
- 1860: Jérôme Bonaparte, König von Westphalen
- 1861: John Campbell, 1. Baron Campbell, britischer Politiker und Jurist

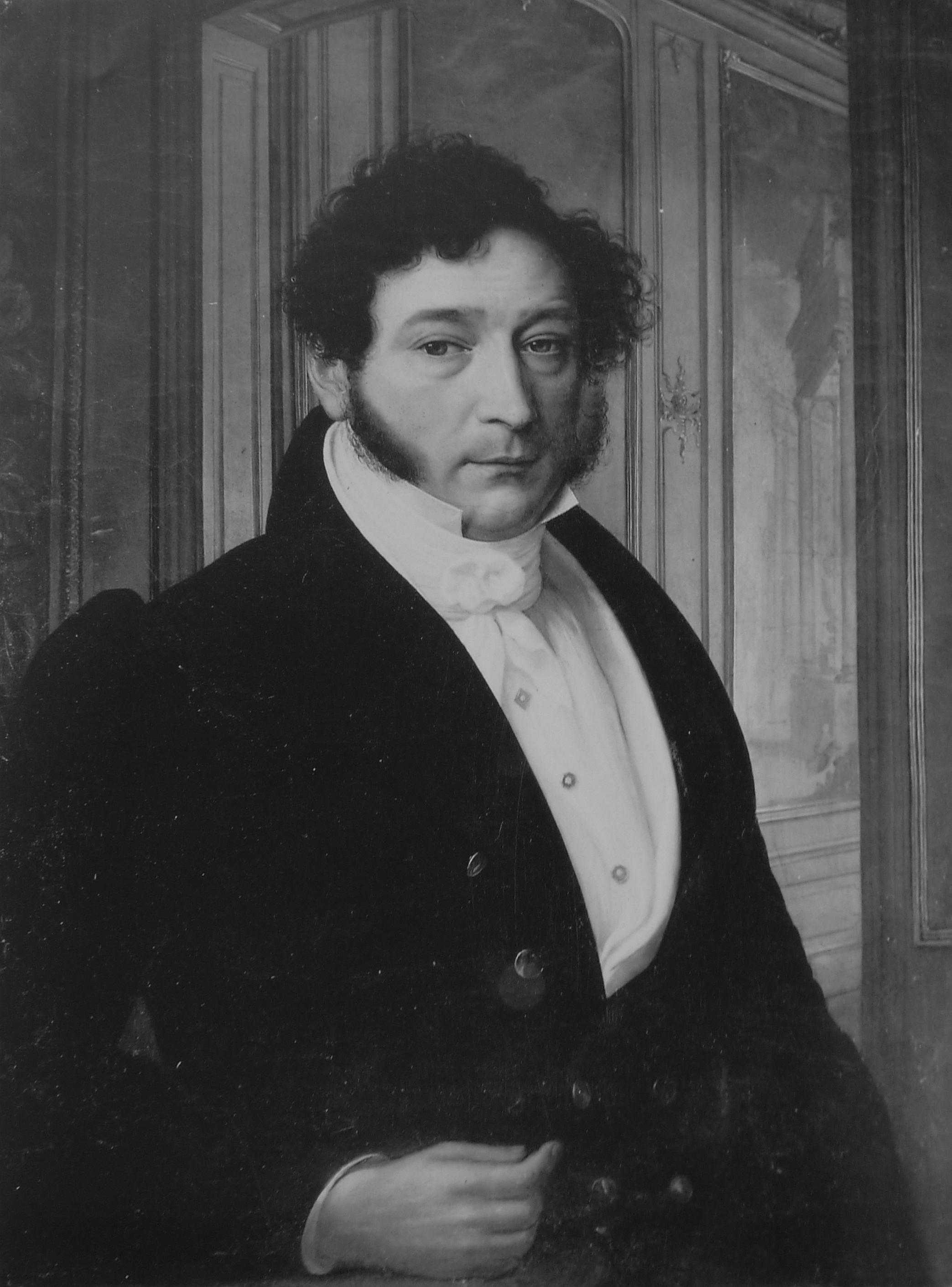
Wilhelm Ferdinand Ermeler († 1866)

- 1866: Wilhelm Ferdinand Ermeler, Berliner Industrieller und Geheimer Kommerzienrat
- 1868: Hermann Plüddemann, deutscher Historienmaler
- 1870: Adam Lindsay Gordon, australischer Dichter
- 1871: Karl Theodor Albert Liebner, deutscher lutherischer Theologe, Philologe und Historiker
- 1874: Johann Christoph Kröger, deutscher Pädagoge und Theologe
- 1876: Jules Assézat, französischer Journalist, Verleger und Anthropologe
- 1879: Franz Xaver Chwatal, tschechischer Komponist und Musikpädagoge
- 1880: Jules Antoine Lissajous, französischer Physiker
- 1882: Joachim Raff, Schweizer Komponist
- 1892: Anton Ronacher, österreichischer Theaterunternehmer
- 1893ː Marie Deetz, deutsche Opernsängerin (Mezzosopran) und Theaterschauspielerin
- 1893ː Sara Hutzler, US-amerikanisch-deutsche Schriftstellerin
- 1894ː Theodora von Fiedler-Wurzbach, österreichische Theaterschauspielerin und Schauspiellehrerin
- 1900: Rudolph Sack, deutscher Maschinenbau-Unternehmer

### 20. Jahrhundert

#### 1901–1950
- 1904: Frederick Field Bullard, US-amerikanischer Komponist

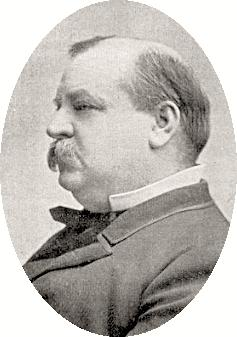
Grover Cleveland († 1908)

- 1908: Grover Cleveland, US-amerikanischer Politiker, Staatspräsident
- 1908: Gustav Adolph Kietz, deutscher Bildhauer
- 1921: Charles Frédéric Porret, Schweizer evangelischer Geistlicher und Hochschullehrer
- 1922: Alexander Stepanowitsch Antonow, Anführer des Bauernaufstandes von Tambow während des Russischen Bürgerkriegs
- 1922: Walther Rathenau, deutscher Industrieller, Schriftsteller und Politiker, Reichsaußenminister
- 1923ː Anna Hübler, deutsche Sozialdemokratin und Abgeordnete der Weimarer Nationalversammlung
- 1925: Max Wiese, deutscher Bildhauer, Medailleur und Hochschullehrer
- 1928: Frank Gooding, US-amerikanischer Politiker
- 1929: Karl Arnold, deutscher Chemiker und Mineraloge, Gelehrter, Lehrbeauftragter, Geheimrat, Alpinist, Sachbuchautor und Schriftsteller
- 1934: Dirk Agena, deutscher Jurist, Landwirt und Politiker, MdR
- 1934: Franz Eibel, österreichischer Geistlicher und Opfer der Nationalsozialisten
- 1935: Wilhelm von Bismarck, deutscher Politiker
- 1935: Carlos Gardel, argentinischer Tango-Sänger
- 1935: Louis Sire, französischer Automobilrennfahrer
- 1942: Karl Albert Ludwig Aschoff, deutscher Pathologe

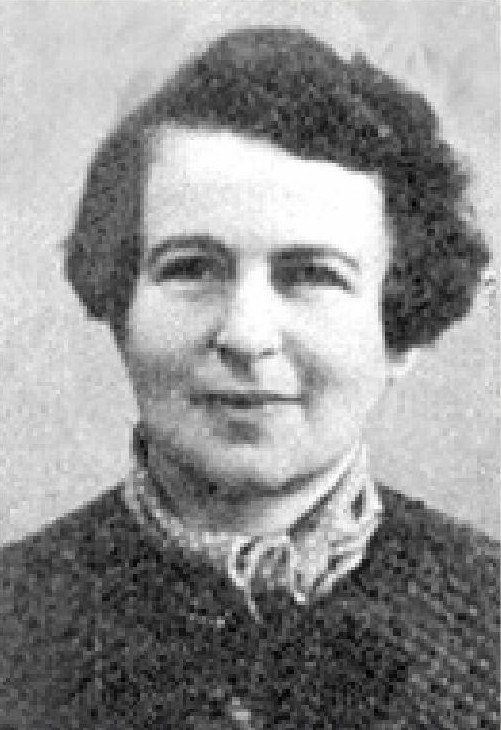
Alice Rühle-Gerstel († 1943)

- 1943: Alice Rühle-Gerstel, deutschsprachige Schriftstellerin, Individualpsychologin und Frauenrechtlerin böhmisch-jüdischer Herkunft
- 1943: Otto Rühle, deutscher Politiker und Schriftsteller, MdR

#### 1951–2000
- 1952: Botho Henning Elster, deutscher Generalmajor
- 1952: Lodewijk Mortelmans, belgischer Musiker und Komponist
- 1953: George Herbert Walker, US-amerikanischer Bankier
- 1955: Martha Bernstein, deutsche Malerin
- 1957: Frank Blachford, kanadischer Geiger, Musikpädagoge, Dirigent und Komponist
- 1960: Harald Moltke, dänischer Porträt- und Landschaftsmaler
- 1960ː Elisabeth Thommen, Schweizer Journalistin, Schriftstellerin und Frauenrechtlerin
- 1964: Georg Kießling, deutscher Fußballspieler
- 1967: Raúl Borges, kolumbianischer Komponist, Gitarrist und Musikpädagoge
- 1967: Léon Martin, französischer Politiker und Widerstandskämpfer
- 1969: Frank O. King, US-amerikanischer Cartoonist und Comiczeichner
- 1969: Oskar Sima, österreichischer Theater- und Filmschauspieler
- 1970: Fritz Adler, deutscher Archivar und Museumsdirektor
- 1970: Nikolai Prochorowitsch Chrjaschtschikow, sowjetischer Theater- und Film-Schauspieler
- 1971: Hans Mersmann, deutscher Musikforscher
- 1972: Hans Heyck, deutscher Dichter und Schriftsteller
- 1975: Luigi Raimondi, Diplomat und Kardinal der römisch-katholischen Kirche, Präfekt der Kongregation für die Selig- und Heiligsprechungsprozesse
- 1975: Louis Van Hege, belgischer Fußballspieler und Bobfahrer

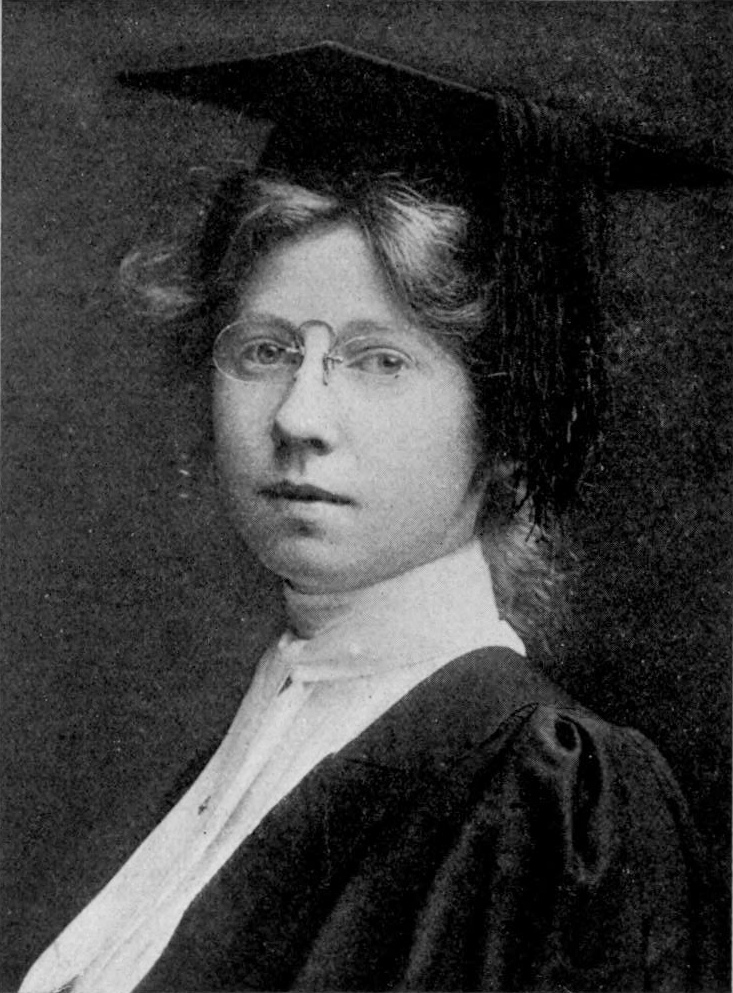
Imogen Cunningham († 1976)

- 1976: Imogen Cunningham, US-amerikanische Fotografin
- 1976: Rudolf Sieber, deutscher Filmproduzent, Ehemann von Marlene Dietrich
- 1976: Minor White, US-amerikanischer Fotograf
- 1977: Edith Eccles, britische Archäologin
- 1978: Mstislaw Wsewolodowitsch Keldysch, sowjetisch-lettischer Mathematiker
- 1979: István Örkény, ungarischer Schriftsteller und Dramatiker
- 1980: V. V. Giri, indischer Politiker, Staatspräsident
- 1980: Boris Kaufman, US-amerikanischer Kameramann
- 1980: Doreen Potter, jamaikanische Komponistin und Geigerin
- 1981: Martha Albrand, deutsch-amerikanische Schriftstellerin, Gewinnerin des Grand prix de littérature policière
- 1982: Jakob Streitle, deutscher Fußballspieler
- 1982: Paul Benthien, deutscher Tischtennisspieler
- 1984: William Keighley, US-amerikanischer Filmregisseur
- 1985: Pete McArdle, US-amerikanischer Langstreckenläufer
- 1987: Jackie Gleason, US-amerikanischer Komiker, Schauspieler, Komponist und Big-Band-Leader
- 1988: Marta Abba, italienische Schauspielerin

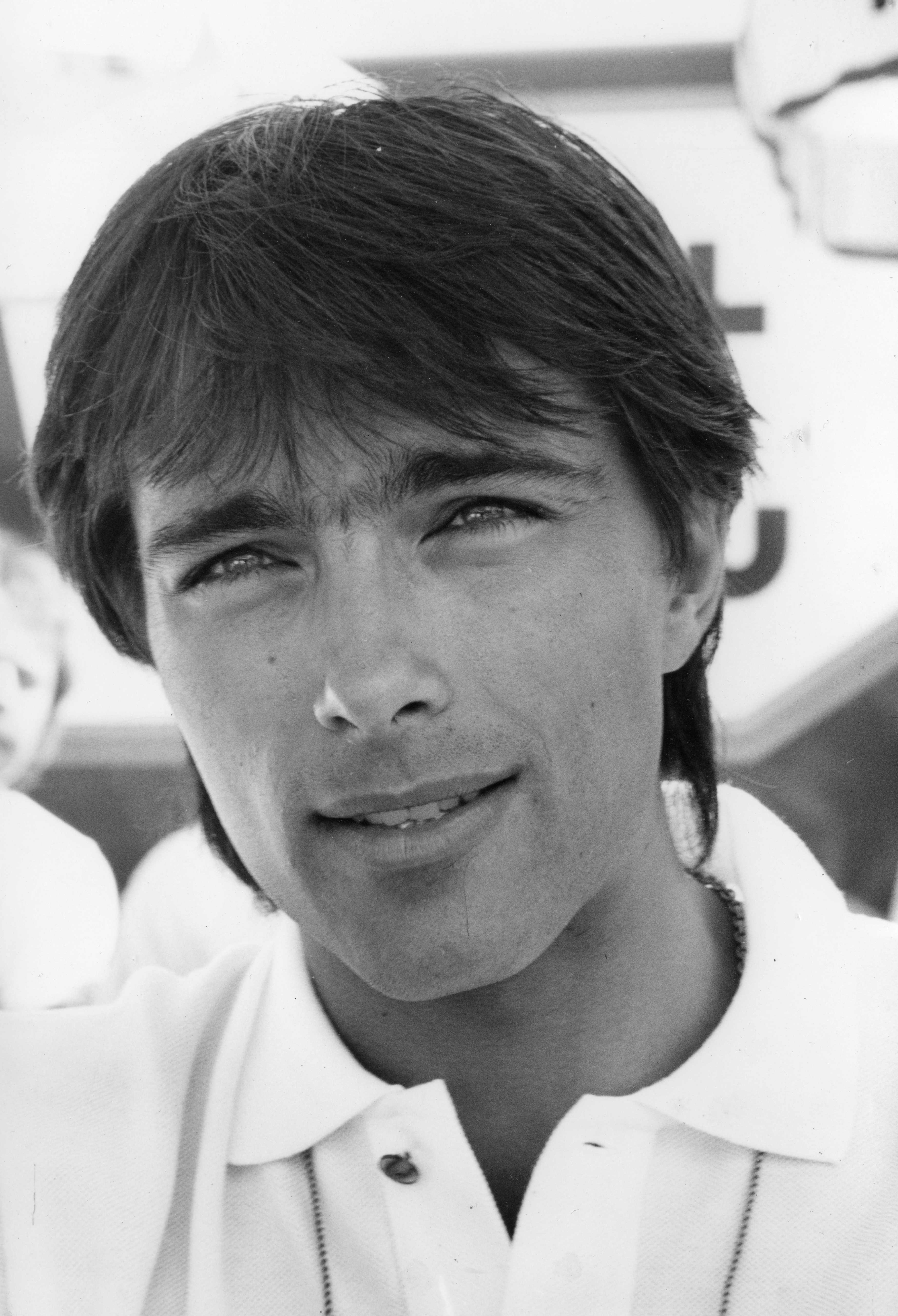
Csaba Kesjár († 1988)

- 1988: Csaba Kesjár, ungarischer Automobilrennfahrer
- 1988: Kurt Pratsch-Kaufmann, deutscher Schauspieler und Synchronsprecher
- 1989ː Sidse Werner, dänische Architektin und Industriedesignerin
- 1991: Franz Hengsbach, deutscher katholischer Geistlicher, Bischof von Essen
- 1993: Archie Williams, US-amerikanischer Leichtathlet, Olympiasieger
- 1994: Jean Vallerand, kanadischer Komponist, Musikkritiker und Dirigent
- 1999: Wilhelm Sandfuchs, deutscher Kirchenjournalist
- 2000: Rodrigo Alejandro Bueno, argentinischer Cuarteto-Sänger
- 2000: Vera Atkins, britischer Nachrichtendienstoffizier

### 21. Jahrhundert
- 2001: Louis Klemantaski, britischer Automobilrennfahrer und Fotograf
- 2002: Frank Ripploh, deutscher Schauspieler und Regisseur
- 2002: Elmar Schaubs, deutscher Politiker und Landrat

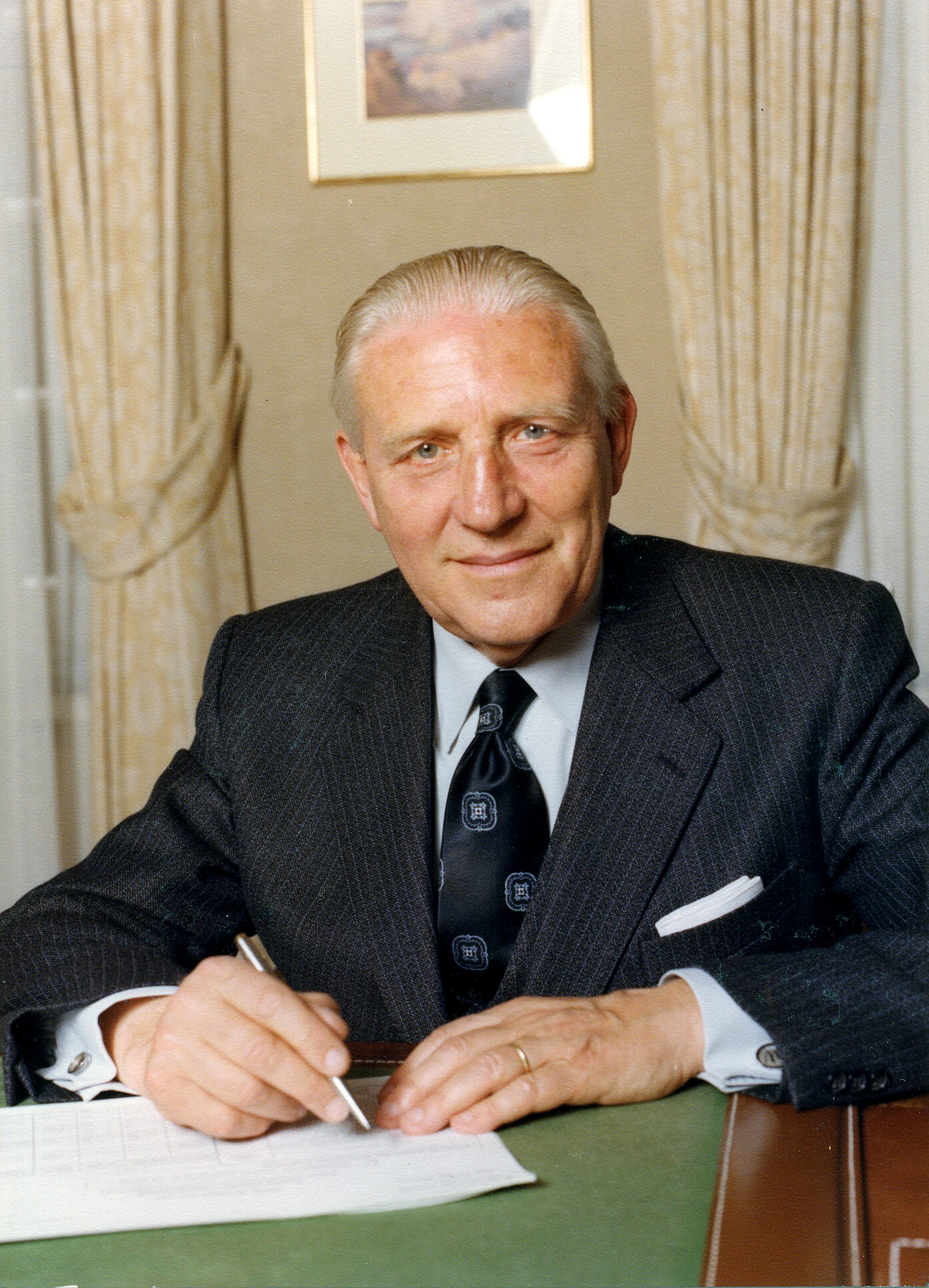
Pierre Werner († 2002)

- 2002: Pierre Werner, luxemburgischer Politiker, Premierminister
- 2005: Peter Heilbut, deutscher Musikpädagoge, Komponist und Pianist
- 2005: Rudolf Jusits, österreichischer Schauspieler und Regisseur
- 2005: Harry Ott, deutscher Diplomat
- 2006: Hulda Autenrieth-Gander, schweizerische Frauenrechtspionierin
- 2006ː Rose-Marie Olischer, deutsche Neurologin und Hochschullehrerin
- 2007: Chris Benoit, kanadischer Wrestler
- 2007: Ernst Federn, österreichischer Psychoanalytiker und Widerstandskämpfer
- 2007: Natasja, dänisch-sudanesische Reggae-, Dancehall-, Hip-Hop-Musikerin
- 2007: Hans Sturm, deutscher Fußballspieler
- 2008: Pinkas Braun, Schweizer Theater-, Film- und Fernsehschauspieler
- 2010: Fred Anderson Jr., US-amerikanischer Jazzmusiker
- 2010: Francis Dreyfus, französischer Musikagent, Musikproduzent und -verleger, Gründer von Dreyfus Records
- 2011ː Gisela Necker, deutsche Aktivistin der Lesbenbewegung
- 2012: Richard Anders, deutscher Schriftsteller
- 2012: Gad Beck, deutsch-jüdischer Widerstandskämpfer gegen den Nationalsozialismus und Autor
- 2013: Lilli Nielsen, dänische Psychologin
- 2014: Eli Wallach, US-amerikanischer Schauspieler

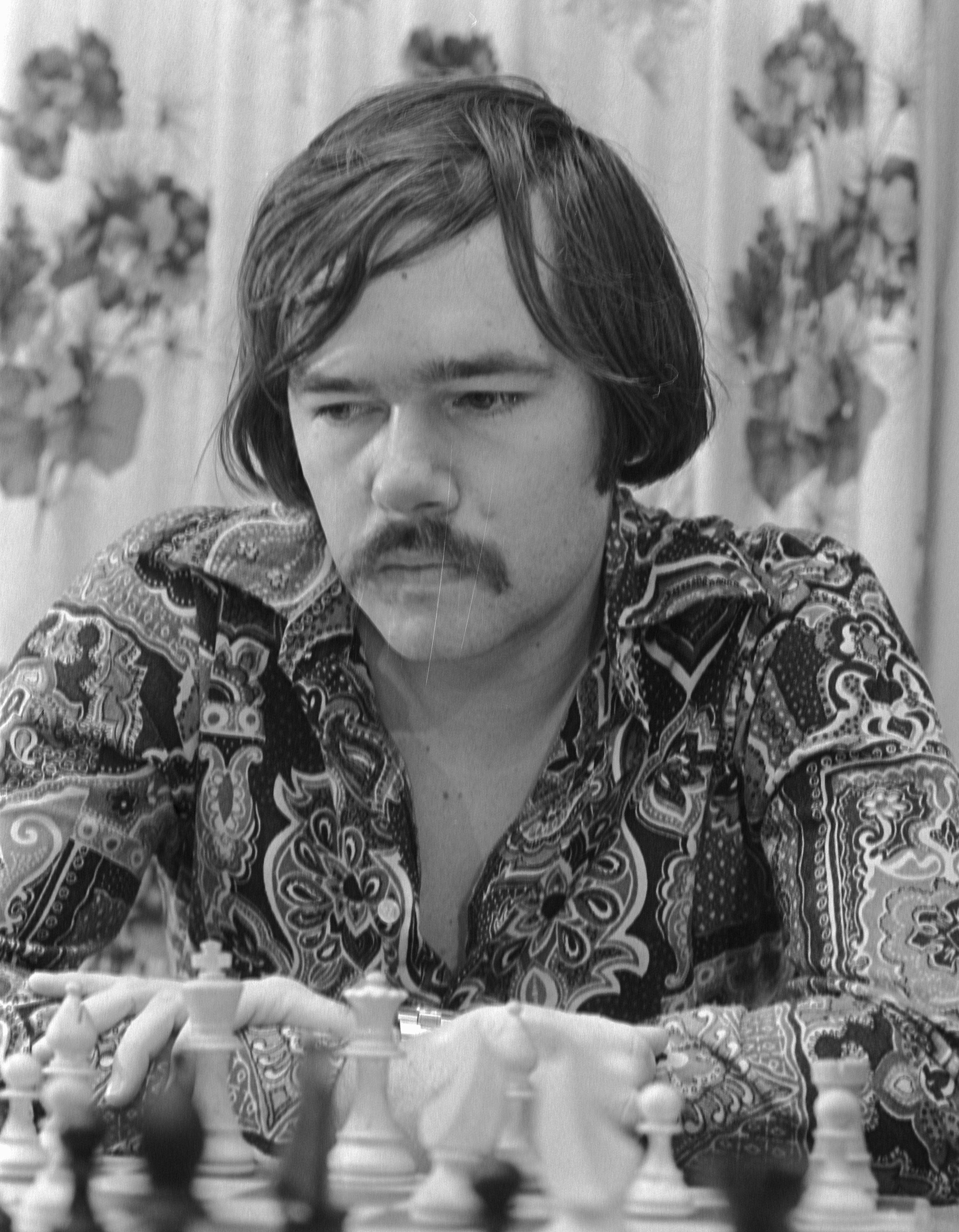
Walter Browne († 2015)

- 2015: Walter Browne, US-amerikanischer Schachspieler
- 2015: Johannes Heydenreich, deutscher Physiker
- 2016: Charles Chaynes, französischer Komponist
- 2016: Werner Fenz, österreichischer Kunsthistoriker
- 2016: Bernie Worrell, US-amerikanischer Funkmusiker, Komponist und Produzent
- 2017: Paul Fitzgerald, australischer Porträtmaler
- 2017: Nils Nilsson, schwedischer Eishockeyspieler
- 2018ː Xiomara Alfaro, kubanische Sängerin
- 2018: Harald von Boehmer, deutscher Mediziner
- 2018: Sergei Sergejewitsch Ogorodnikow, russischer Eishockeyspieler
- 2019: Iván Eröd, ungarisch-österreichischer Komponist und Pianist
- 2020: Gösta Ågren, finnischer Dichter und Schriftsteller
- 2020: Marc Fumaroli, französischer Historiker, Literaturwissenschaftler und Essayist
- 2021: Benigno Aquino III., philippinischer Präsident
- 2023: Rachel Yakar, französische Sopranistin

## Feier- und Gedenktage
- Kirchliche Gedenktage
  - Johannistag, Geburt Johannes des Täufers (evangelisch, katholisch)

- Namenstage
  - Johannes

Weitere Einträge enthält die Liste von Gedenk- und Aktionstagen.